# Grande mosquée de Paris
Pour les articles homonymes, voir Mosquée de Paris et GMP.
La grande mosquée de Paris (GMP) est une mosquée française construite dans le style hispano-mauresque avec un minaret de 33 mètres.
Elle est située dans le quartier du Jardin-des-Plantes du 5e arrondissement de Paris.
Inaugurée le 15 juillet 1926, elle est la plus ancienne des mosquées de France métropolitaine servant au culte. Elle a été construite au nom de la Société des habous et lieux saints de l'islam, présidée par Kaddour Benghabrit. Elle est vaste de 7 500 m2 et peut accueillir jusqu'à 1 000 personnes.
La grande mosquée de Paris occupe une place symbolique importante pour la visibilité de l'islam et des musulmans en France. Elle est réputée comme proche de l'Algérie,,.

## Histoire

### Genèse du projet
L'histoire de la mosquée de Paris est liée à la colonisation. Elle est conçue à l'époque comme un geste pour commémorer la mort des soldats indigènes lors de la Première Guerre mondiale. Dès 1916, un comité réuni autour du sénateur Édouard Herriot préconise une telle intention.
Un premier projet de mosquée à Paris « dans le quartier Beaujon en 1842, puis la relance d'intentions similaires à l'ambassade marocaine en 1878 et 1885 » sont attestés.
En 1846, la Société orientale propose un projet de construction « à Paris, puis à Marseille, [d']un cimetière, [d']une mosquée et [d']un collège musulmans ». Selon l'historien Michel Renard, « aux motifs philanthropiques, s'ajoutent des raisons politiques (la conquête et la pacification de l'Algérie), mais également religieuses car les musulmans sont estimés plus proches du christianisme romain que ne le sont les juifs ». La réaction négative du ministère de la Justice et des Cultes, qui débat avec le ministère des Affaires étrangères, enterre le projet pour dix ans.

#### Première «mosquée» au Père-Lachaise
À la demande de l'ambassade ottomane à Paris, accueillie favorablement par Napoléon III qui souhaite remercier l'Empire ottoman pour sa participation à la guerre de Crimée, un arrêté préfectoral du 29 novembre 1856 délimite un carré musulman dans la 85e division du cimetière du Père-Lachaise.

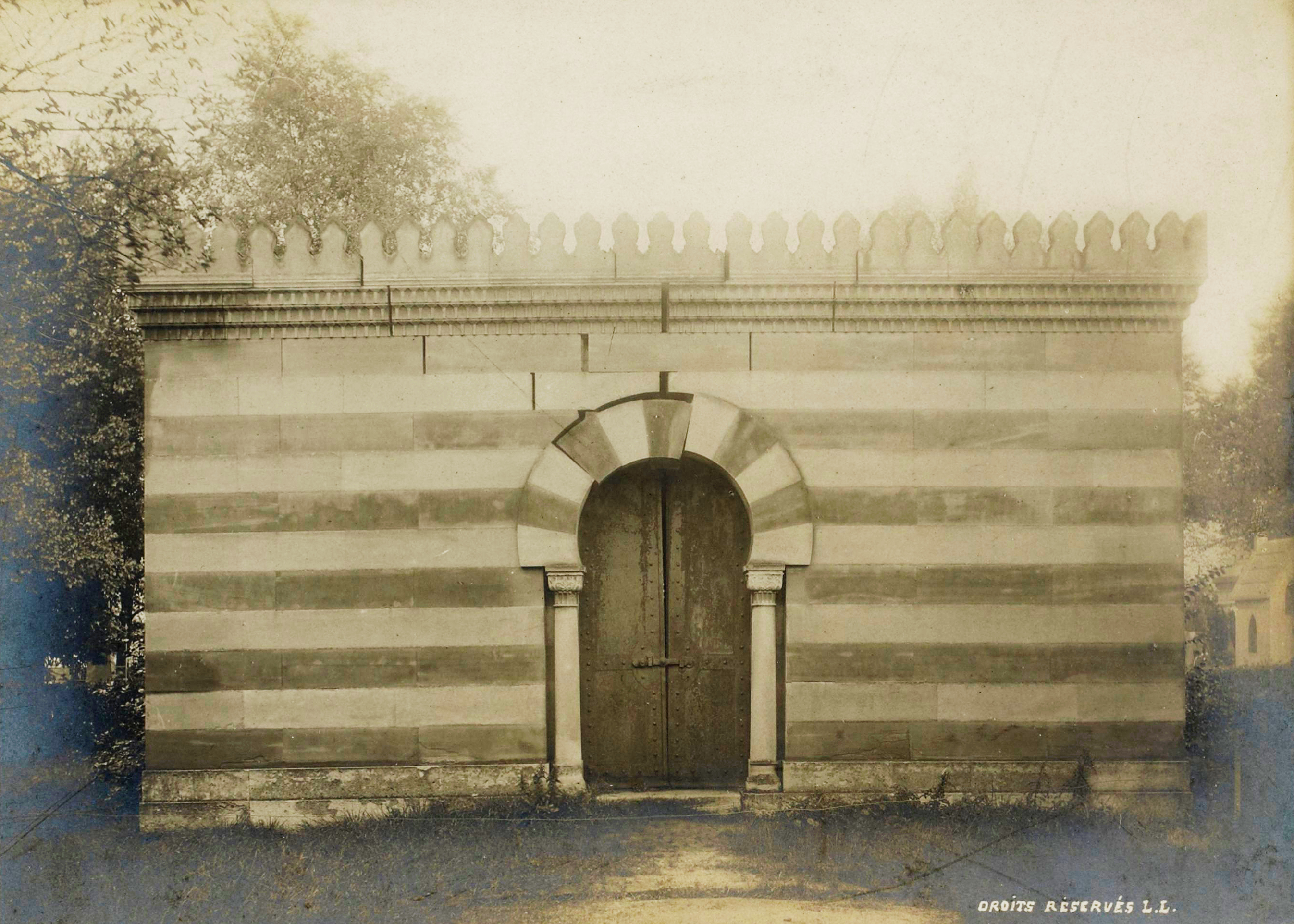
« Mosquée » du Père-Lachaise.

Un bâtiment y est édifié pour accueillir la toilette mortuaire et la prière aux défunts. Quoiqu'il ne puisse pas être qualifié de mosquée au regard de la liturgie islamique, ce bâtiment est souvent considéré comme la première mosquée construite à Paris et, depuis la fin de la présence sarrasine dans le sud de la France du VIIIe au Xe siècle, la seconde en métropole après l'édifice construit au XVIIIe siècle dans le « cimetière des Turcs » à Marseille (détruit pendant la Révolution).
Le carré musulman du Père-Lachaise abrite d'abord les sépultures des Ottomans morts en France, mais il est peu utilisé en raison de la faible présence musulmane en métropole, si bien qu'il est rétréci en 1883. Le bâtiment se délabre, ce qui amène le gouvernement ottoman à vouloir financer sa reconstruction et son extension. En 1914, un projet architectural est proposé : un édifice plus important avec un dôme et des caractéristiques architecturales islamiques affirmées. Le projet, retardé par la Première Guerre mondiale, revient en 1923 à l'ordre du jour de la commission interministérielle des Affaires musulmanes, qui ne juge pas nécessaire d'édifier une mosquée au Père-Lachaise, la grande mosquée de Paris étant déjà en cours de construction.

#### Projet abandonné de1895
Un premier projet de mosquée est envisagé sans succès en 1895 par le comité de l'Afrique française animé par Théophile Delcassé, Jules Cambon, le prince Bonaparte et le prince d'Arenberg. Un article de La Presse du 12 janvier 1896 est pourtant encore optimiste concernant ce projet de mosquée qui aurait dû être construite sur le quai d'Orsay avec le soutien financier du sultan ottoman, du vice-roi d'Égypte et du sultan du Maroc, notamment.
Paul Bourdarie justifie la construction de la mosquée de Paris dans La Revue indigène dont il est le directeur en distinguant la France de son alliée l'Angleterre qui travaillait à dominer les pays à majorité musulmane : l'intérêt français était de rester « l'amie du Turc selon le vœu de François Ier et de Soliman le Magnifique » et de garder « son rôle de puissance musulmane arabe ».
La Revue indigène appelait de ses vœux l'édification d'une mosquée à Paris, espérant que les citoyens français sauraient « accorder dans leur esprit et dans leur cœur l'amour de leur patrie et le respect de l'islam ». Les démarches de Paul Bourdarie finirent par trouver l'oreille du gouvernement.

#### Mosquée du bois de Vincennes

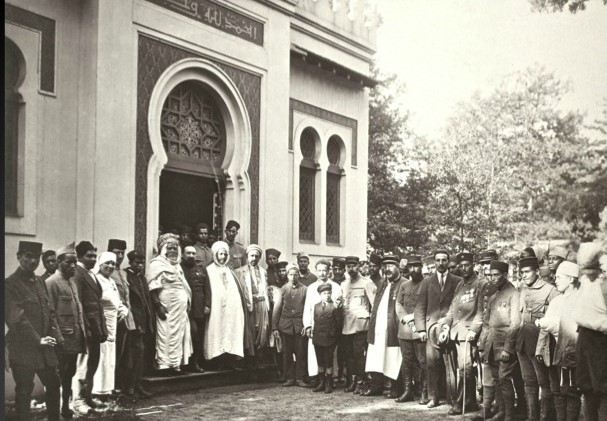
Rassemblement pour l'Aïd al-Adha devant la mosquée du bois de Vincennes, en septembre 1918.

Durant la Première Guerre mondiale, une mosquée est construite au bois de Vincennes près d'un hôpital militaire à l'initiative du diplomate Pierre de Margerie, directeur des affaires politiques au ministère français des Affaires étrangères. Construite en bois, elle est inaugurée le 14 avril 1916 par Gaston Doumergue, alors ministre des Colonies. Les soldats qui décèdent des suites de leurs blessures sont enterrés dans le carré militaire du cimetière de Nogent-sur-Marne, où est édifiée en 1919 une koubba. Le site est désaffecté dans les années 1920 et détruit en 1926.

### Construction et financement
La décision de construire une mosquée à Paris se concrétise au lendemain de la Première Guerre mondiale : il s'agit de rendre hommage aux dizaines de milliers de morts de confession musulmane qui ont combattu pour la France,. À la même époque et pour la même raison, le ministère des Armées fait publier La Vie de Mohammed, prophète d'Allah d'Étienne Dinet. Néanmoins, pour la chercheuse et autrice d'une thèse sur la grande mosquée de Paris Dorra Mameri-Chaambi, « il s'agissait aussi de conforter la France en tant que puissance musulmane d'Europe de pouvoir garder un œil sur les Indigènes établis en métropole. »
La mosquée a été financée par l'État français à travers la loi du 19 août 1920 qui accorde suivant le rapport d'Édouard Herriot une subvention de 500 000 francs pour la construction d'un institut musulman regroupant une mosquée, une bibliothèque et une salle d'étude et de conférences. Cette loi dérogeait au principe de laïcité édicté par la loi de séparation des Églises et de l'État adoptée en 1905,. Pour contourner cet obstacle juridique, c'est à une institution ayant son siège en Algérie française, la Société des habous des lieux saints de l'islam, fondée à Alger le 16 août 1917 devant le cadi de la première circonscription d'Alger. Cette société de droit musulman qui agit pour le compte du sultan du Maroc, du bey de Tunis et du mufti d'Alger est alors créée pour organiser le pèlerinage annuel de la Mecque à partir de l'Afrique française du Nord, contrôler les pèlerins et leur assurer des conditions réglementées de sécurité et d'hygiène.
En effet, un décret du 27 septembre 1907 laissait la possibilité au gouverneur général de l'Algérie de déroger à la loi de 1905 et de subventionner le clergé en fonction d'un « intérêt public et national ». C'est à la Société des Habous qu'est confiée le 19 août 1921 la construction de la mosquée la construction et l'administration de la mosquée, mais afin de pouvoir recevoir la subvention, un nouvel acte de cadi modifie ses statuts pour la transformer en association régie par la loi de 1901 ayant également pour buts la construction d'une mosquée et d'un Institut musulman à Paris.

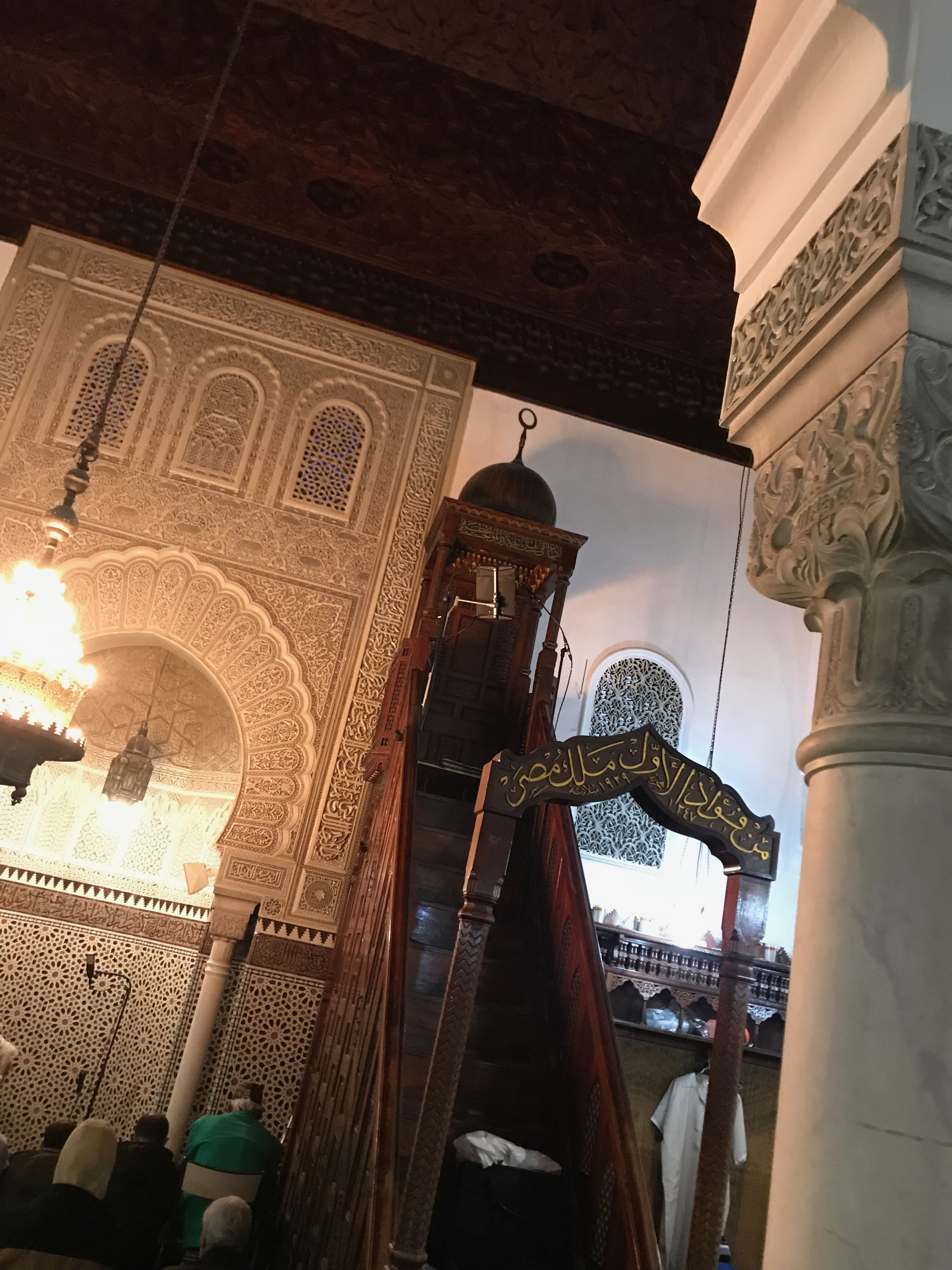
Le minbar de la mosquée, offert en 1929 par Fouad Ier, roi d'Égypte.

Une cérémonie devant fixer l'orientation de la mosquée vers La Mecque est organisée le 1er mars 1922,. La première pierre de la mosquée est posée le 19 octobre 1922 en présence du maréchal Lyautey, résident général du protectorat français au Maroc de 1912 à 1916, et de représentants du Maroc, de l'Algérie, de la Tunisie, de l'Égypte, de la Turquie, de la Syrie, de l'Inde, de la Perse, de l'Afghanistan, de l'Azerbaïdjan et du Caucase.
La Grande Mosquée est bâtie à l'emplacement de l'ancien hôpital de la Pitié, qui avait été détruit en 1912, dont le terrain est offert par le conseil municipal de Paris,, à proximité du Jardin des plantes de Paris. Les travaux sont réalisés par Robert Fournez, Maurice Mantout et Charles Heubès d'après les plans de Maurice Tranchant de Lunel.

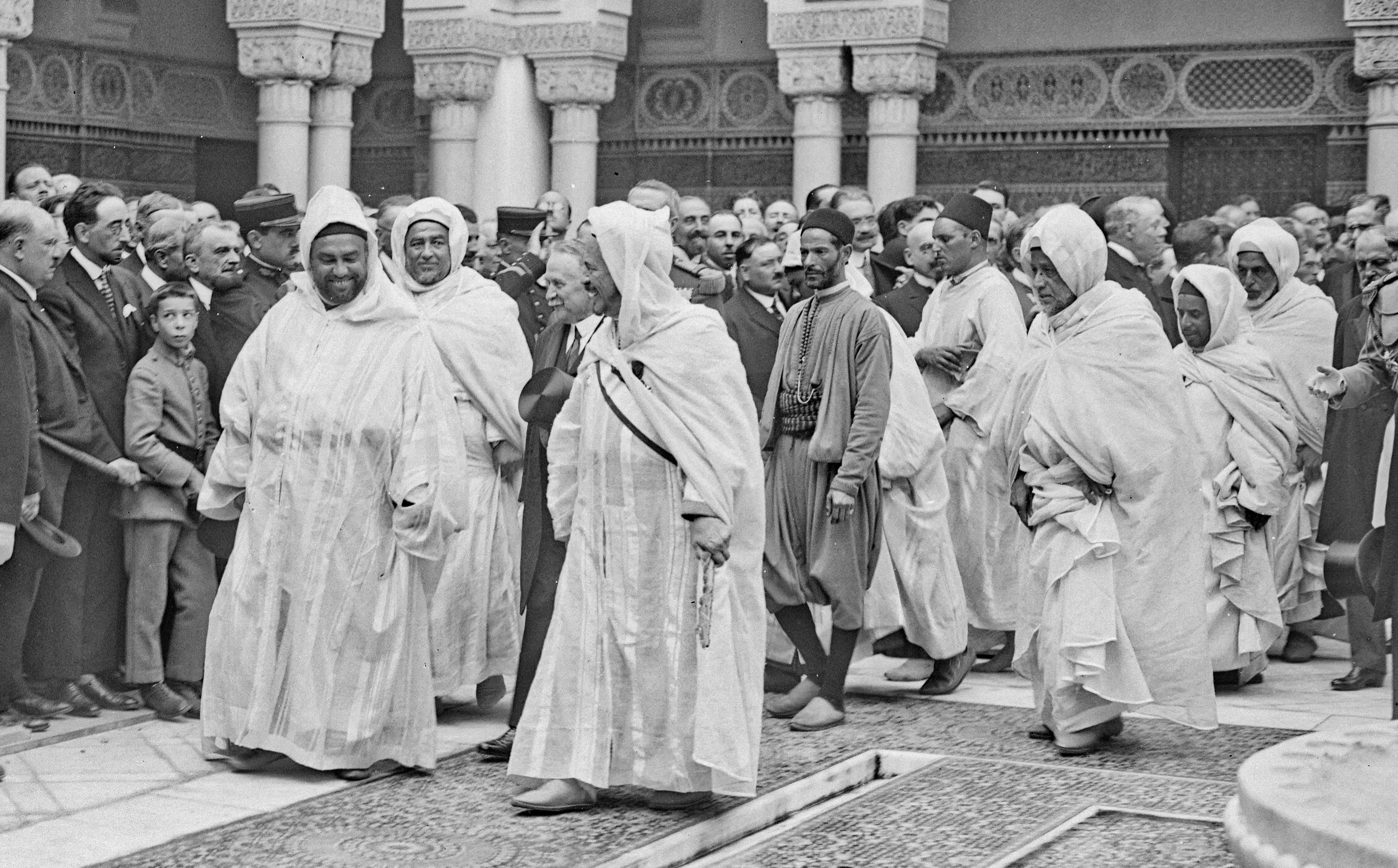
Le sultan Moulay Youssef et Kaddour Benghabrit lors de l'inauguration de la mosquée le 16 juillet 1926.

La mosquée est inaugurée le 16 juillet 1926, en présence du président de la République, Gaston Doumergue, et du sultan du Maroc, Moulay Youssef. Doumergue célèbre alors l'amitié franco-musulmane scellée dans le sang sur les champs de bataille européens et affirme que la République protège toutes les croyances.
La veille, le sultan, un adjoint au maire d'Alger, de nombreuses personnalités et une cohorte de bachaghas et d'aghas menés par Si Bouaziz ben M'hamed ben Gana défilent sur l'avenue des Champs-Élysées pour la fête nationale.
En 1929, Fouad Ier, roi d'Égypte, offre un minbar pour la salle de prière, chaire qui reste utilisée jusqu'à aujourd'hui.

### Critiques

#### Anti-colonialisme
En 1923, Victor Spielmann, un Européen d'Algérie militant du Parti communiste français, ne voit dans la construction de la mosquée de Paris « qu'un vaste bluff » par lequel les « gouvernants occidentaux et leurs alliés orientaux — subventionnés — consacrent l'exploitation des masses musulmanes ». Il dénonce en effet, malgré l'édification de cette mosquée, le statut de l'indigénat : « On ne peut nier […] la vérité établie, qui met la plus grande partie des indigènes hors du droit commun […] par l'abject indigénat, par les tribunaux d'exception [et] surtout par la mentalité ambiante de la plupart des juges, d'origine européenne, dominés par le préjugé de race du bicot voleur et fainéant »,.
Le 2 février 1924, un membre du Parti communiste français écrit dans L'Humanité sous le pseudonyme El Djazairi (l'Algérien), :

« La France impérialiste, qui a compris la puissance de ce facteur idéologique [l'islam], donne une nouvelle orientation à sa politique coloniale pour gagner la sympathie des masses islamiques qu'elle exploite. Elle a commencé par leur construire une mosquée à Paris, mais déjà tous les Musulmans sont fixés sur la supercherie du gouvernement. »

Selon l'historien Alain Ruscio, celui qui s'exprime sous ce pseudonyme est l'émir Khaled,, petit-fils de l'émir Abdelkader qui a combattu la conquête de l'Algérie.
La veille de l'inauguration de la mosquée, Messali Hadj tient le premier meeting de l'Étoile nord-africaine où il critique une « mosquée-réclame » marquant les débuts du nationalisme algérien,.

#### Extrême droite
Le 13 juillet 1926, deux jours avant l'achèvement des travaux, Charles Maurras exprime dans L'Action française ses réserves quant à l'édification de la mosquée, en dépit de ses bonnes relations avec Augustin-Eugène Berque, superviseur du projet,.

« Cette mosquée en plein Paris ne me dit rien de bon. Il n'y a peut-être pas de réveil de l'Islam, auquel cas tout ce que je dis ne tient pas et tout ce que l'on fait se trouve aussi être la plus vaine des choses. Mais, s'il y a un réveil de l'Islam, et je ne crois pas que l'on en puisse douter, un trophée de cette foi coranique sur cette colline Sainte-Geneviève où enseignèrent tous les plus grands docteurs de la chrétienté anti-islamique représente plus qu'une offense à notre passé : une menace pour notre avenir. [...] Qui colonise désormais ? Qui est colonisé ? Eux ou nous ? »

Ce texte est republié au XXIe siècle par l'extrême droite, comme Rivarol en 2009 ou Résistance républicaine en 2015, qui le voient comme « visionnaire ».

### Seconde Guerre mondiale

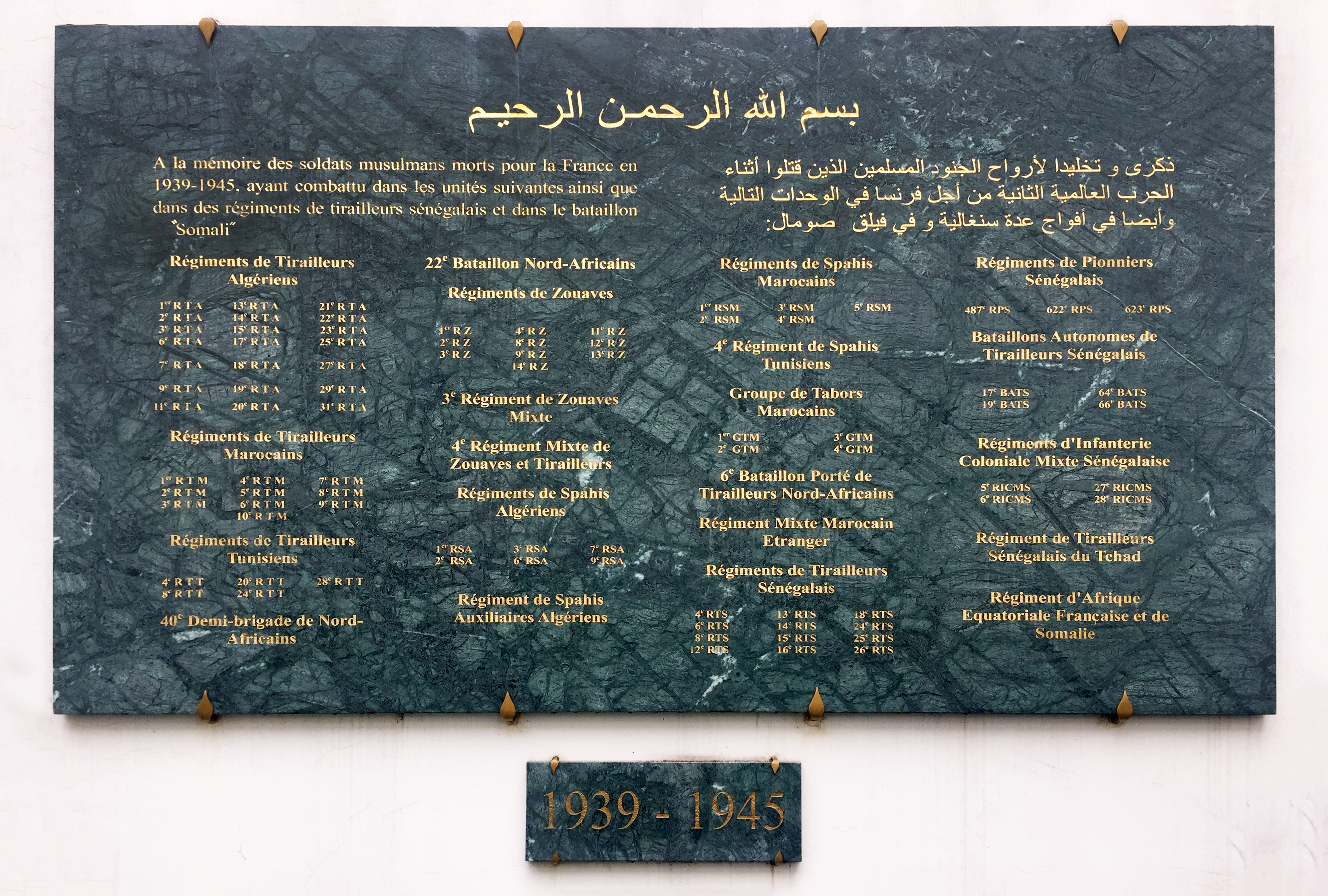
Plaque commémorative dans la cour intérieure, à la mémoire des soldats musulmans morts pour la France pendant la Seconde Guerre mondiale.

Dans le documentaire Une résistance oubliée : La mosquée de Paris de 40 à 44, diffusé le 19 octobre 1990 dans l'émission Racines sur FR3, le réalisateur Derri Berkani rapporte que durant la Seconde Guerre mondiale, et l'occupation de la France par l'Allemagne nazie, la mosquée de Paris sert de lieu de résistance pour les musulmans vivant en France. Les Algériens du Francs-tireurs et partisans (FTP) avaient pour mission de secourir et de protéger les parachutistes britanniques et de leur trouver un abri. Bâtie sur des caves, la mosquée permettait de rejoindre la Bièvre discrètement. Les FTP ont par la suite porté assistance à des familles juives, des familles qu'ils connaissaient, ou à la demande d'amis, en les hébergeant dans la mosquée, en attente que des papiers leur soient fournis pour se rendre en zone libre ou franchir la Méditerranée pour rejoindre le Maghreb. Le docteur Assouline a comptabilisé 1 600 cartes alimentaires (une par personne) qu'il avait fournies à la mosquée de Paris pour les Juifs qui y avaient trouvé refuge,.
Les chiffres concernant le nombre de Juifs hébergés et sauvés par la mosquée de Paris durant cette période divergent selon les auteurs. Annie-Paule Derczansky, présidente de l'association des Bâtisseuses de paix, précise que « selon Albert Assouline, qui témoigne dans le film de Berkani », 1 600 personnes auraient été sauvées. Au contraire, pour « Alain Boyer, ancien responsable des cultes au ministère de l'Intérieur français, on serait plus proche de 500 personnes ».
Un appel à témoins de Juifs sauvés par la mosquée de Paris entre 1942 et 1944 a été lancé le 3 avril 2005 pour que la médaille des Justes soit remise par le mémorial de Yad Vashem aux descendants du recteur de la mosquée de Paris, Si Kaddour Benghabrit qui aurait sauvé la vie d'une centaine de Juifs, dont celle du chanteur Salim Halali, en leur faisant donner par le personnel administratif de la mosquée des certificats d'identité musulmane, qui leur permirent d'échapper à l'arrestation et à la déportation.
Serge Klarsfeld, président de l'association des filles et des fils de déportés juifs de France, est plutôt sceptique sur le chiffre de 1 500 Juifs sauvés et précise que « sur les 2 500 membres de notre association », il « n'en a jamais entendu parler ». Il considère toutefois la « démarche de lancer un appel à témoins » entreprise par l'association des Bâtisseuses de paix comme « positive ».
Né en 1902, Abdelkader Mesli est nommé imam de la mosquée de Paris au début des années 1930. Détaché à Bordeaux en tant qu'aumônier musulman du fort du Hâ, il s'engage en février 1943 dans la Résistance, fabriquant notamment des faux certificats de musulman à des Juifs. Déporté à Dachau puis à Mauthausen-Ebensee, il en revient vivant en 1945.

### Époque contemporaine

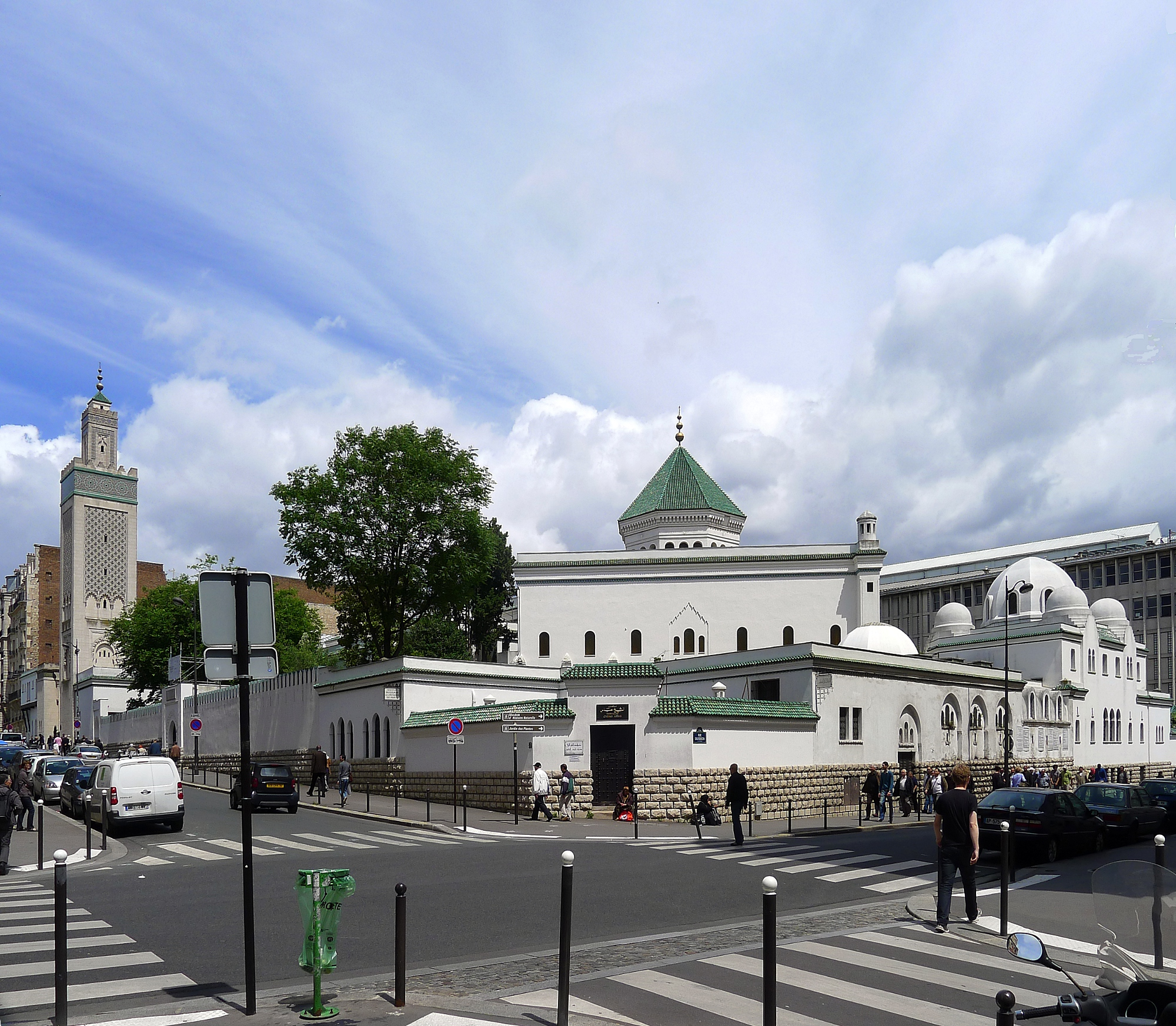
Vue générale de la grande mosquée de Paris.

En mai 1957, bien qu'il n'en eut pas l'autorité, le président du Conseil, Guy Mollet, nomme Hamza Boubakeur au poste de recteur pour succéder à Si Kaddour Benghabrit, afin de la soustraire aux convoitises des nationalistes algériens pendant la guerre d'Algérie. La famille Benghabrit est expulsée en juillet 1957 par une soixantaine de policiers, sous les ordres du commissaire Duez, futur membre actif de l'OAS. Hamza Boubakeur reste en fonction jusqu'en 1982 et son fils Dalil Boubakeur reprendra la fonction de recteur en 1992.
La mosquée de Paris fait office de mosquée-mère des mosquées françaises. En 1993 est fondé l'Institut Al-Ghazali, institut d'enseignement religieux destiné à la formation des imams et aumôniers musulmans. En 1994, Charles Pasqua, alors ministre de l'Intérieur chargé des cultes, accorde à la grande mosquée de Paris l'autorisation de labelliser la viande halal.
Le 12 décembre 2011, les travaux de construction d'une toiture amovible couvrant le grand patio face à la salle de prière de la mosquée de Paris ont été lancés lors d'une cérémonie officielle. Cette importante réalisation, très attendue depuis de nombreuses années par l'ensemble des fidèles de la mosquée pour se protéger des intempéries, marque un tournant dans sa conception en 1922-1926.
En décembre 2013, le collectif Les Femmes dans la Mosquée exige de la direction de pouvoir prier dans la même salle que les hommes, après en avoir été exclues et reléguées à l'entresol. Pour la porte-parole du mouvement Hanane Karimi : « Ce qui s'est passé reflète l'organisation de la communauté musulmane à certains endroits aujourd'hui, les femmes n'y ont pas de place, elles sont devenues invisibles ».
Lors du mandat de Bertrand Delanoë comme maire de Paris, des controverses ont lieu, celui-ci voulant concéder un bail emphytéotique à la Société des habous et des lieux saints de l'islam. En 2013, la Ville de Paris, sous le mandat d'Anne Hidalgo, refuse le projet de construction d'un second bâtiment pour l'Institut des cultures d'Islam (ICI), invoquant la loi de séparation des Églises et de l'État.
En 2015, le ministre algérien des Affaires religieuses, Mohamed Aïssa, a annoncé officiellement l'ouverture via l'ambassade d'Algérie en France, des procédures visant à acquérir la propriété de la grande mosquée de Paris. Des propos démentis par le recteur de la grande mosquée de Paris de l'époque, Dalil Boubakeur, qui a souligné que toutes les activités de la grande mosquée de Paris étaient régies dans le cadre de la loi française et que son statut n'a actuellement subi aucune modification.
Sous la nouvelle direction de Chems-Eddine Hafiz, recteur depuis janvier 2020, la Grande mosquée de Paris participe à des actions de charité lors de la pandémie de Covid-19.
La Grande mosquée de Paris est partie prenante de la rédaction de la Charte des principes pour l'islam de France, présentée le 18 janvier 2021 au président de la République Emmanuel Macron. Le 17 mars 2021, la fédération de la Grande mosquée de Paris et trois autres fédérations fondatrices quittent le bureau exécutif du CFCM, pour former un nouvel organe de représentation de l'islam en France appelé « La Coordination », puis soutient la création du Conseil national des imams.
En avril 2021, la Grande mosquée de Paris crée l'Observatoire des droits pour œuvrer sur les « grandes questions juridiques liées à la pratique de l'islam et à la vie sociale du musulman » et, dans la continuité, signe un partenariat avec la Licra pour lutter contre le racisme antimusulman et pour l'accès universel au droit.
En juillet 2022, elle lance son prix littéraire, qui récompensera le meilleur roman et le meilleur essai de l'année sur la civilisation de l'islam.
La fédération de la Grande mosquée de Paris organise du 16 au 18 septembre 2022 sa première Université d'été, qui est inaugurée à l'Institut du monde arabe.
La Grande mosquée de Paris organise les commémorations du centenaire de la pose de sa première pierre le 19 octobre 2022. Le président de la République Emmanuel Macron participe aux célébrations en visitant l'exposition « 1922-2022 : Premiers regards, première pierre », en se recueillant à la mémoire des soldats musulmans morts pour la France et en prononçant un discours à l'issue duquel il remet au recteur Chems-Eddine Hafiz les insignes d'officier dans l'ordre national de la Légion d'honneur.
En décembre 2020, l'ambassadeur d'Algérie en France, Mohamed Antar Daoud, limogé depuis, déclare à la télévision algérienne que « la Grande Mosquée de Paris est d'abord algérienne et ne sera jamais rien d'autre ». La Grande Mosquée, via son recteur Chems-Eddine Hafiz, a tout fait pour marginaliser le Conseil français du culte musulman (CFCM), proche du Maroc. Selon Le Figaro, « cette guerre déclarée à la tendance marocaine de l'islam de France est aussi une transposition du conflit latent entre l'Algérie et le Maroc. Ancien avocat du Front Polisario, soutenu par l'Algérie dans le conflit du Sahara occidental, le recteur peut compter sur le soutien de l'Élysée, Emmanuel Macron caressant l'espoir d'un rapprochement avec l'Algérie ». D'après une source proche du renseignement, la proximité de Chems-Eddine Hafiz avec le grand-rabbin de France Haïm Korsia lui a valu d'être discrètement « convoqué » à Alger pour être « recadré ». 

## Architecture

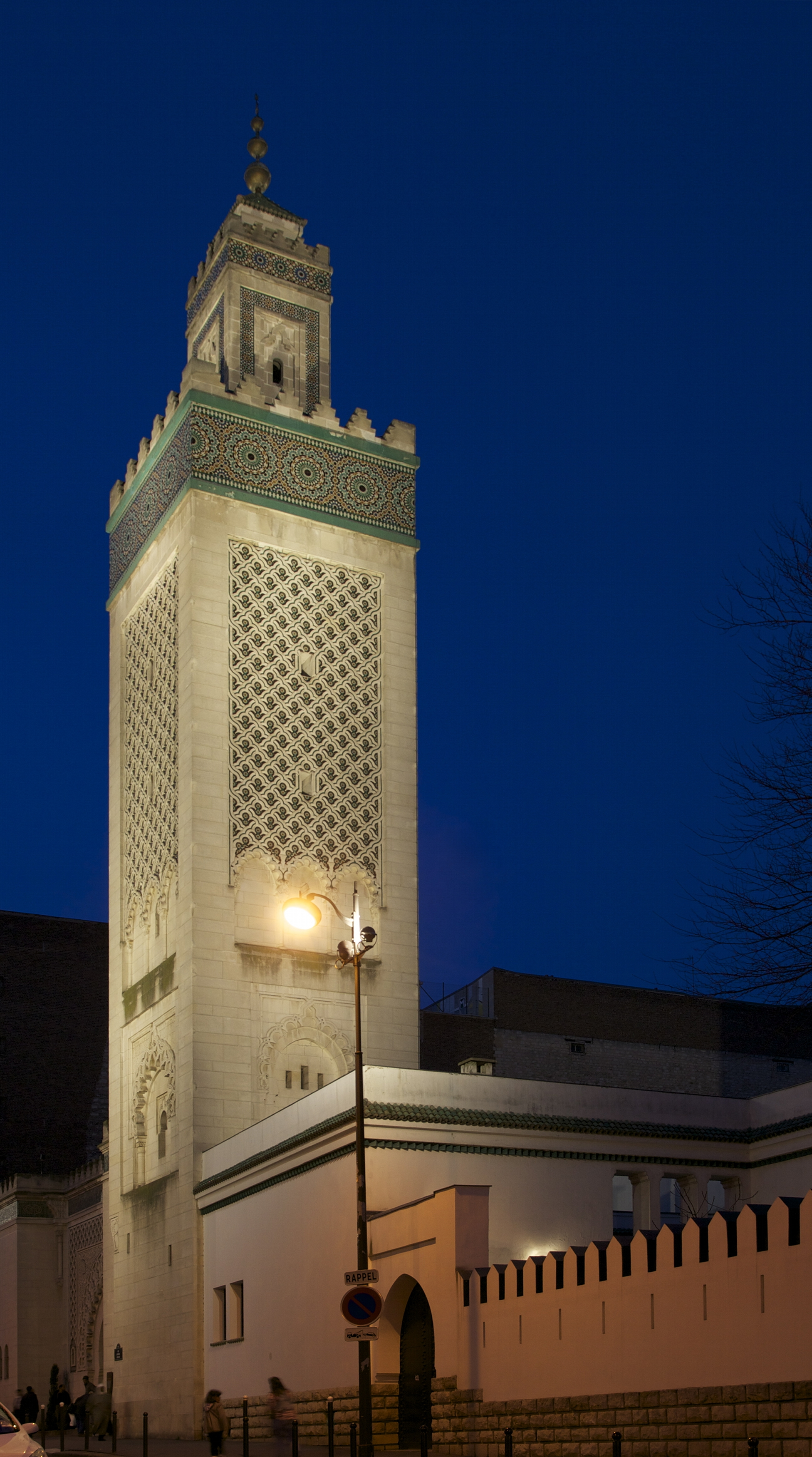
Le minaret et son garde-corps crénelé.

Les plans, qui ont été dessinés par l'architecte Maurice Tranchant de Lunel, inspecteur général des Beaux-Arts au Maroc, ont été exécutés par les architectes Robert Fournez, Maurice Mantout (d) et Charles Heubès.
Inspirée de la Université Al Quaraouiyine de Fès (une des plus importantes mosquées du Maroc et une des plus anciennes au monde), la Grande mosquée de Paris est une mosquée d'architecture hispano-mauresque inspirée du courant de l'art almohade, dynastie ayant régné sur le Maghreb et Al-Andalus entre le milieu du XIIe et le XIIIe siècle. La mosquée a été construite en béton armé, son décor et en particulier les zelliges étant réalisé par des artisans spécialisés du Maroc et spécialement de Fès et Meknès avec des matériaux traditionnels. Le minaret est inspiré de la mosquée Zitouna, en Tunisie, lui-même de style almohade. La plupart des sources lui donnent une hauteur de 33 mètres, mais le panneau Histoire de Paris installé par la mairie à proximité de la mosquée,, ainsi que quelques autres sources,,,, indiquent 26 mètres, d'après la description qu'en fait l'architecte Maurice Mantout.
La grande porte de la mosquée de Paris est ornée de motifs floraux stylisés dans le plus pur style islamique.
La mosquée, sur un terrain de 7 500 m2, rassemble :
- une salle de prière ;
- une madrassa (école) ;
- une bibliothèque ;
- une salle de conférence ;
- des jardins d'une superficie totale de 3 500 m2 ;
- des annexes : restaurant, salon de thé, hammam et boutiques.

La mosquée, ainsi que le centre islamique, ont été inscrits sur l'inventaire supplémentaire des monuments historiques par arrêté du 9 décembre 1983. L'édifice reçoit également le label « Patrimoine du XXe siècle ».
La mosquée de Paris peut accueillir 1 000 personnes et dispose de salles d'ablutions ainsi que d'un accès pour handicapés.

## Gestion

### Tutelle
Depuis 1921, la mosquée est régie par la Société des habous et lieux saints de l'islam, une association loi de 1901, propriétaire de l'édifice à la suite d'une donation de la Ville de Paris. Le ministre de l'Intérieur Gaston Defferre retire dans les années 1980 la tutelle de la mosquée du ministère et de la Ville de Paris, ce qui permet à l'Algérie de financer un tiers du budget de la mosquée (en 2015, le budget total est de 1,8 million d'euros). Si la mosquée est juridiquement indépendante, elle reste religieusement et culturellement liée à l'État algérien, dont l'avis pèse dans la nomination de son recteur.

### Directeurs et recteurs
« À l'époque de Kaddour Benghabrit, le titre de « recteur » n'existe pas (il n'y en a d'ailleurs pas d'exemple en Islam ; ce titre est inspiré du catholicisme) ».
Sept directeurs ou recteurs ont dirigé la mosquée de Paris, l'Institut musulman de la mosquée de Paris et la Société des habous des lieux saints de l'islam :
- Kaddour Benghabrit (1922-1954), « consul général de France pendant la Première Guerre mondiale, à l'origine de la Société des habous et des lieux saints de l'islam, puis de la mosquée de Paris ; […] un Algérien entré au service de l'administration du protectorat au Maroc en 1892[,] agent diplomatique français de grande envergure[85] » et « chambellan du roi du Maroc »[86] ;
- Ahmed Benghabrit (1954-1956), « neveu [de Si Kaddour Ben Ghabrit] assure l'intérim »[86] après la mort de son oncle ;
- Hamza Boubakeur (1957-1982), « agréé par Guy Mollet comme directeur de l'Institut musulman de la mosquée de Paris[24],[51] ; c'est ensuite qu'il prit le titre de recteur[84] » ;
- Cheikh Abbas (1982-1989) ;
- Tedjini Haddam (1989-1992) ;
- Dalil Boubakeur (1992-2020) ;
- Chems-Eddine Hafiz (depuis 2020).

## Le label halal de la mosquée
L'Institut musulman de la grande mosquée de Paris, en partenariat avec la Société française de contrôle de la viande halal (SFCVH), organisme religieux agréé pour habiliter des sacrificateurs autorisés à pratiquer l'abattage rituel selon le décret du 15 décembre 1994 du ministère de l'Agriculture. L'Institut musulman de la grande mosquée de Paris exerce les prérogatives religieuses en matière de sacrifice rituel islamique pendant que la SFCVH se charge des aspects techniques, administratifs et commerciaux, du contrôle et de la certification des procédés d'abattage tels que l'électronarcose, l'abattage par atmosphère contrôlée. Toutefois, la grande mosquée de Paris a indiqué, le 14 juin 2022, sa volonté de se séparer de son partenaire historique et organisme de certification, la SFCVH,.
Depuis le 2 janvier 2023, la Grande mosquée de Paris assure la certification halal des produits exportés de la France vers l'Algérie.

## Visites

### Visites touristiques

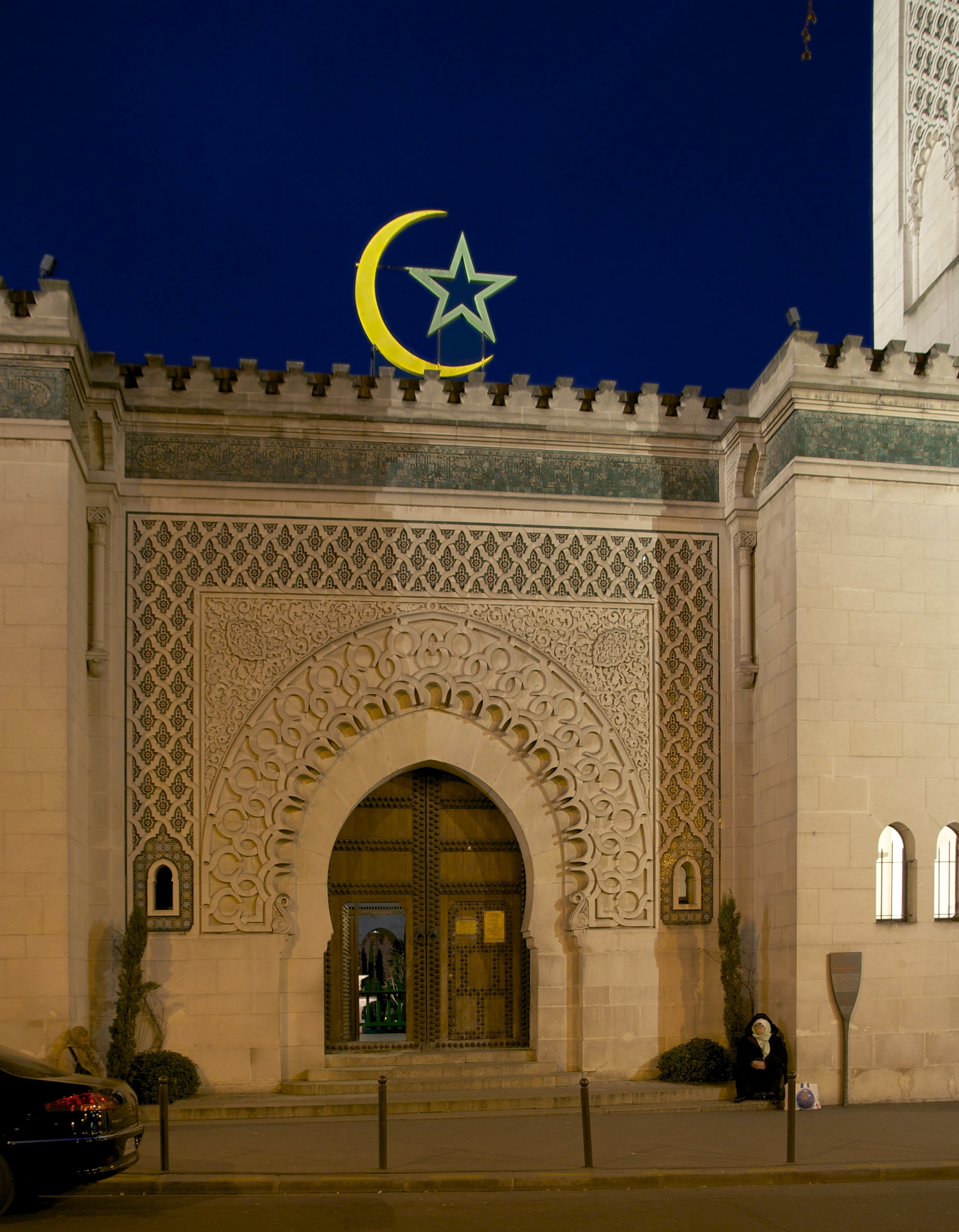
Porche d'entrée avec sa porte de chêne clair, cloutée de bronze, surmontée d'entrelacs en bois d'eucalyptus et en corail.

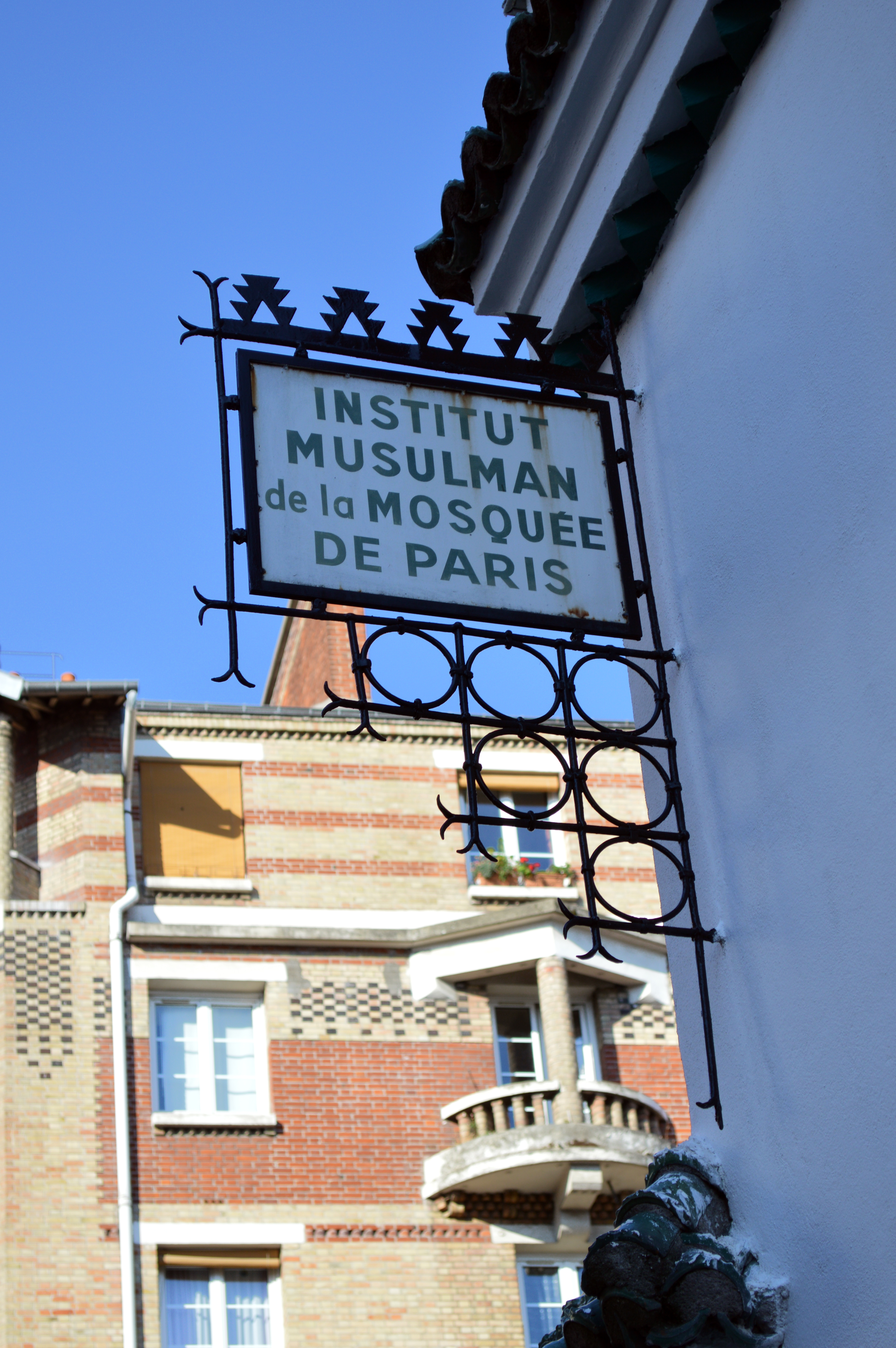
Enseigne à l'extérieur de l'Institut musulman.

La mosquée est ouverte à la visite touristique payante tous les jours de l'année (sauf les vendredis, jours de prière), hormis les salles de sermons des imams, de lecture du Coran, de prière et de méditation réservées aux pratiquants de l'islam.
La mosquée intègre également un restaurant traditionnel Aux Portes de l'Orient de cuisine des pays du Maghreb (tajine, couscous…), un salon de thé (thé à la menthe, loukoum, pâtisserie, narguilé, etc.), un hammam (non mixte : réservé aux femmes), des boutiques d'objets traditionnels arabes, ouverts au grand public toute l'année.
La mosquée de Paris est accessible par la ligne 7 du métro aux stations Place Monge (Jardin des plantes) et Censier - Daubenton ainsi que par plusieurs lignes de bus RATP (47 67, 89).
Le 9 juin 2021, l'adresse de l'entrée principale (pour les visites touristiques, visites de courtoisie, et les prières) 2, place du Puits-de-l'Ermite est renommée 2, parvis Abdelkader-Mesli par décision de la mairie de Paris (délibération 2021 DU 95). Les deux autres adresses demeurent inchangées : 6, rue Georges-Desplas pour l'institut de théologie, et 39, rue Geoffroy-Saint-Hilaire pour le salon de thé, snack, restaurant et la promenade des jardins.

### Visites de présidents de la République
Plusieurs présidents de la République se sont rendus à la mosquée de Paris :
- Jacques Chirac, le 9 avril 2002 ;
- Nicolas Sarkozy, le 14 mars 2012[b] ;
- François Hollande :
  - le 8 février 2014,
  - le 10 janvier 2016, après l'hommage sur la place de la République aux victimes des attentats de janvier 2015 et de novembre 2015 ;
- Emmanuel Macron :
  - le 8 mars 2021,
  - le 19 octobre 2022, pour célébrer le centenaire de la pose de sa première pierre[24].

## Dans les arts et la culture

### Cinéma
En 1973, la réalisateur Philippe de Broca utilise la mosquée de Paris comme lieu de tournage au début du Magnifique, pour une scène dont l'action se déroule à Bagdad : dans la cour intérieure de la mosquée, l'agent secret Bob Saint-Clar (Jean-Paul Belmondo) s'entretient au téléphone avec le général Pontaubert (Raymond Gérôme) tout en se battant avec des soldats.
En 2006, le film collectif Paris, je t'aime contient un segment Quais de Seine réalisé par Gurinder Chadha, dans lequel l'entrée de la rue Saint-Hilaire apparaît lorsque François (Cyril Descours) vient chercher Zarka (Leïla Bekhti) à la sortie de la mosquée.
Le film Les Hommes libres (2011) de Ismaël Ferroukhi prend pour cadre la Grande Mosquée de Paris et ces actions de résistance, avec Tahar Rahim et Michael Lonsdale comme acteurs principaux,.

## Galerie photos

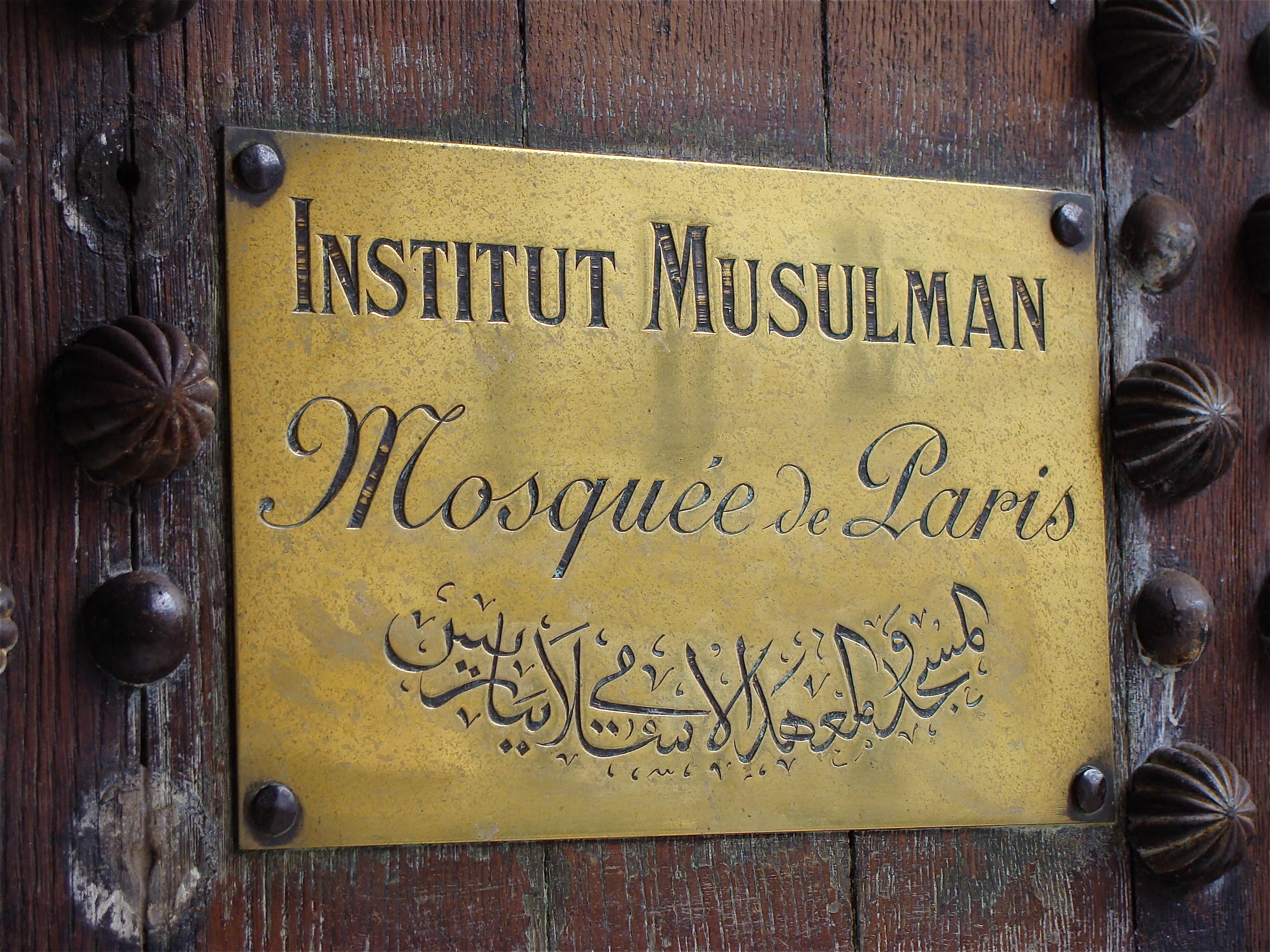
Plaque sur la porte de l'entrée principale.
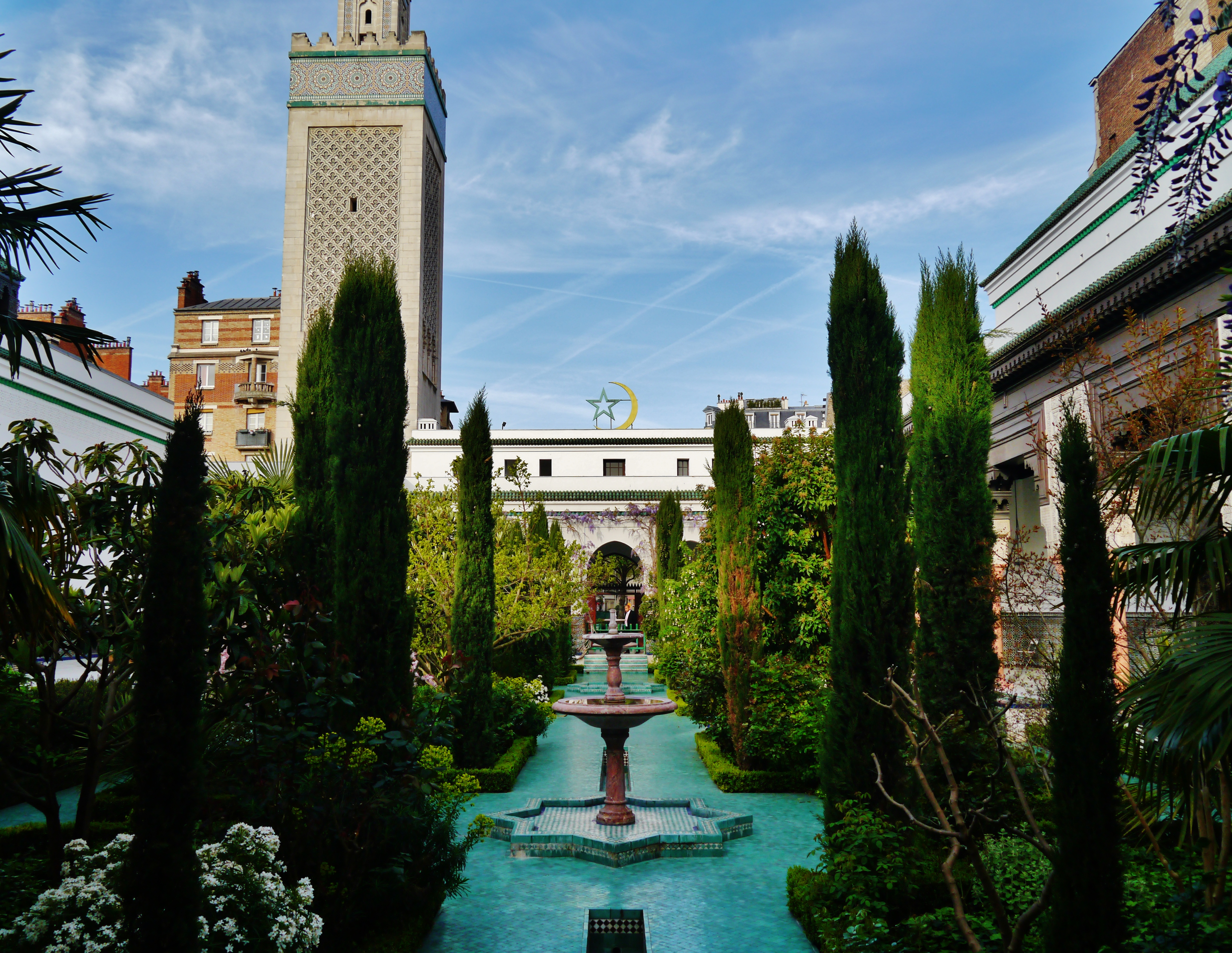
Le patio et le jardin à l'andalouse avec jets d'eau et perrons.
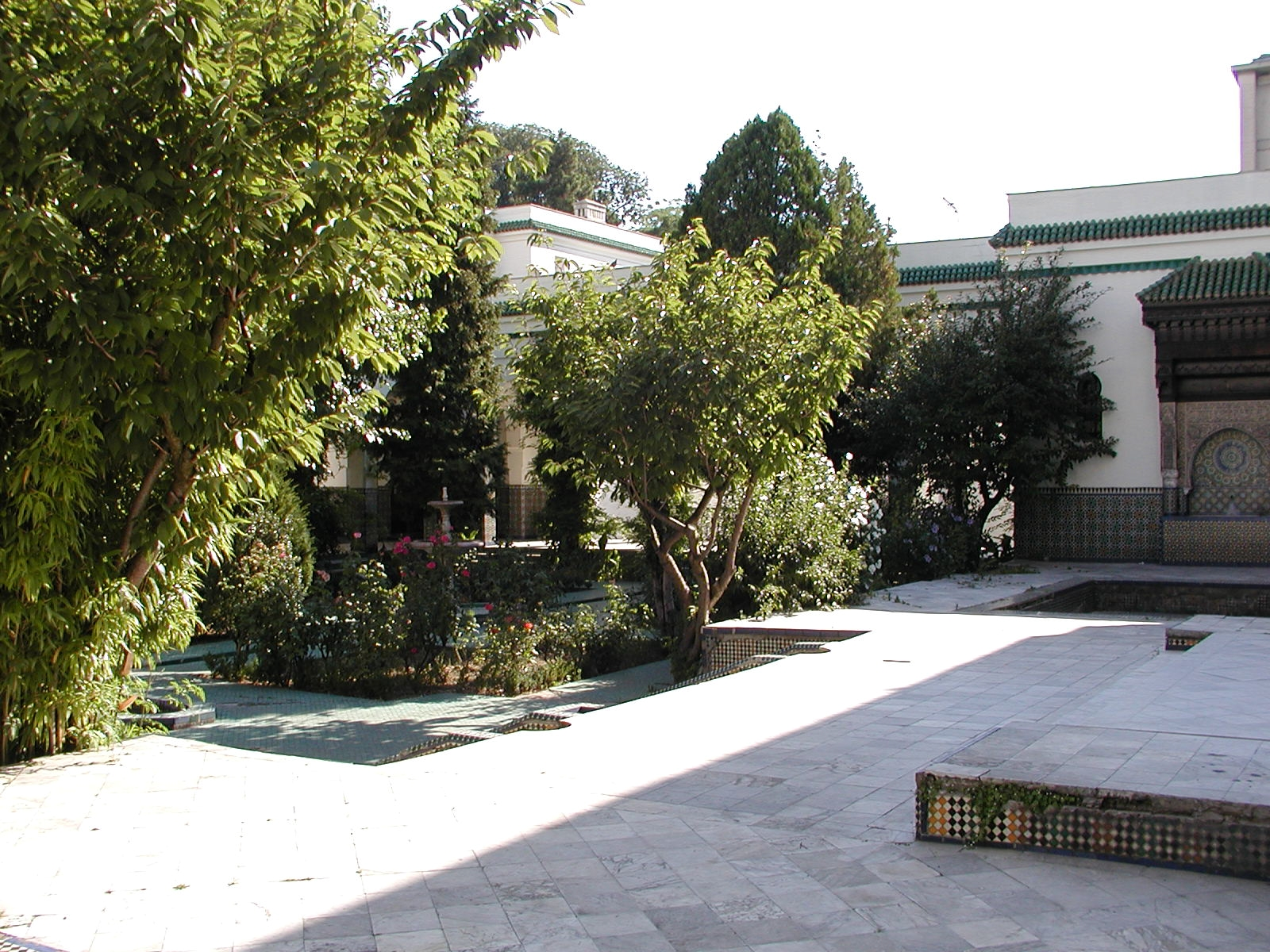
L'entrée du jardin.
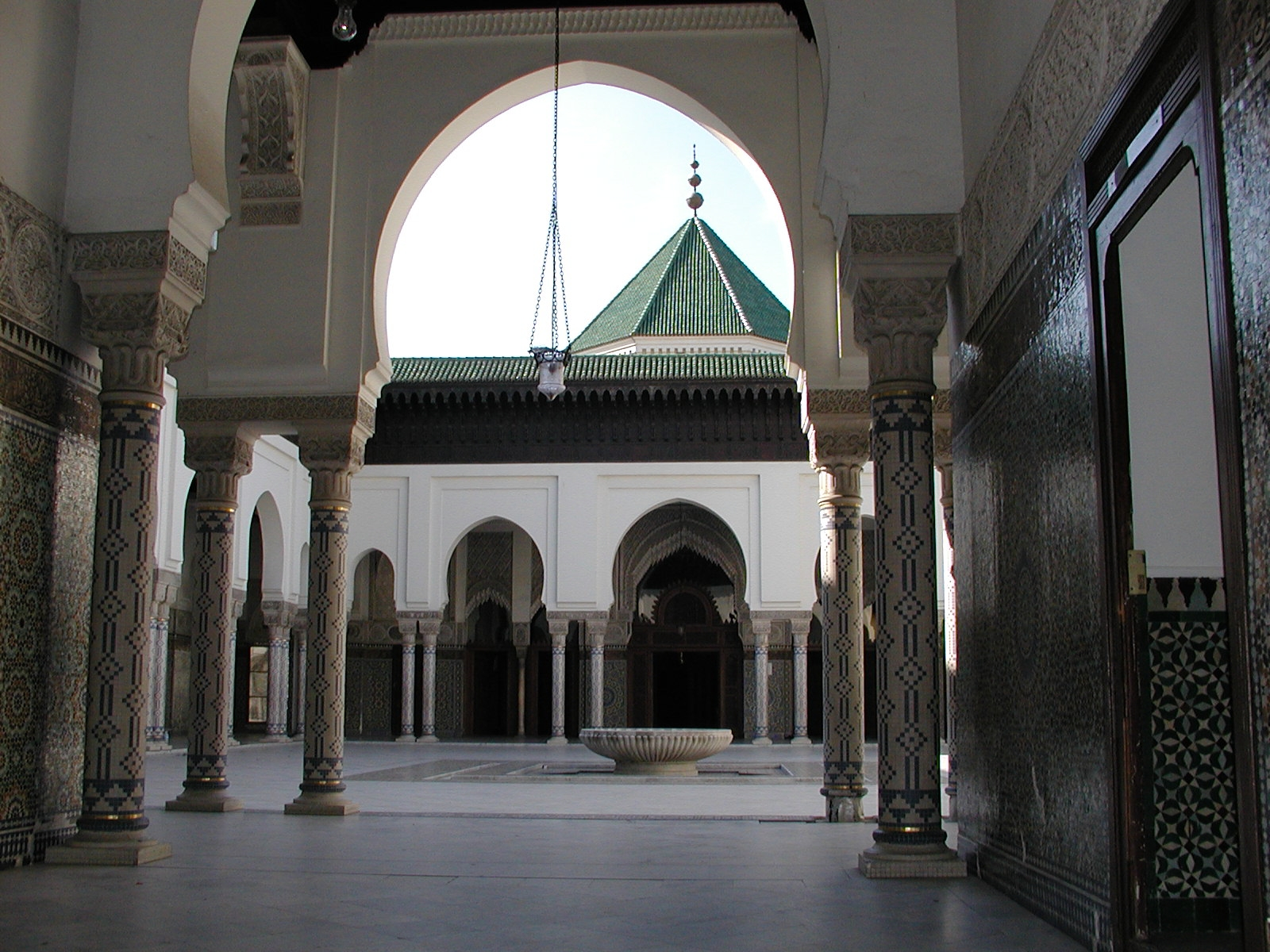
La cour intérieure.
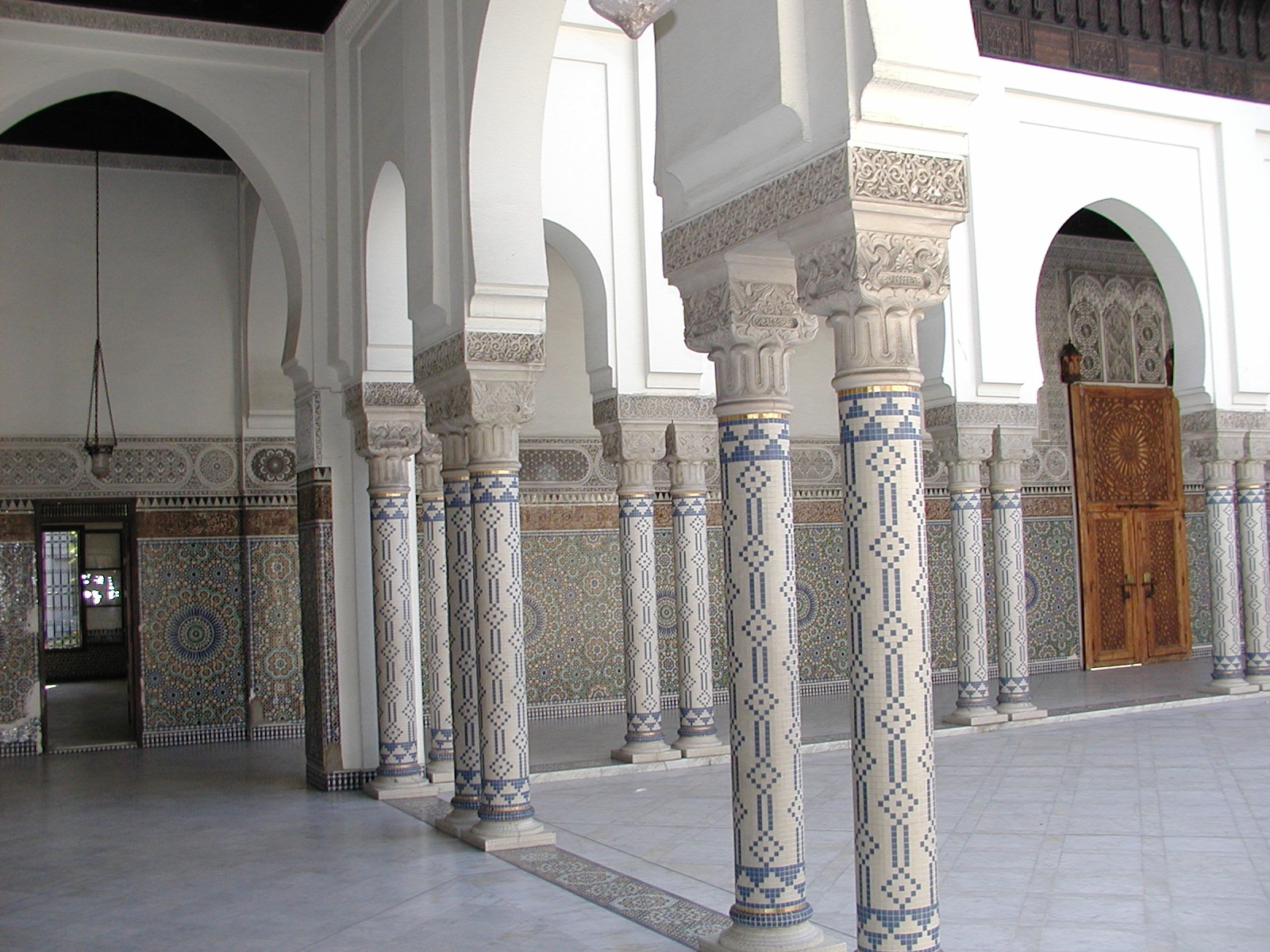
La cour intérieure.
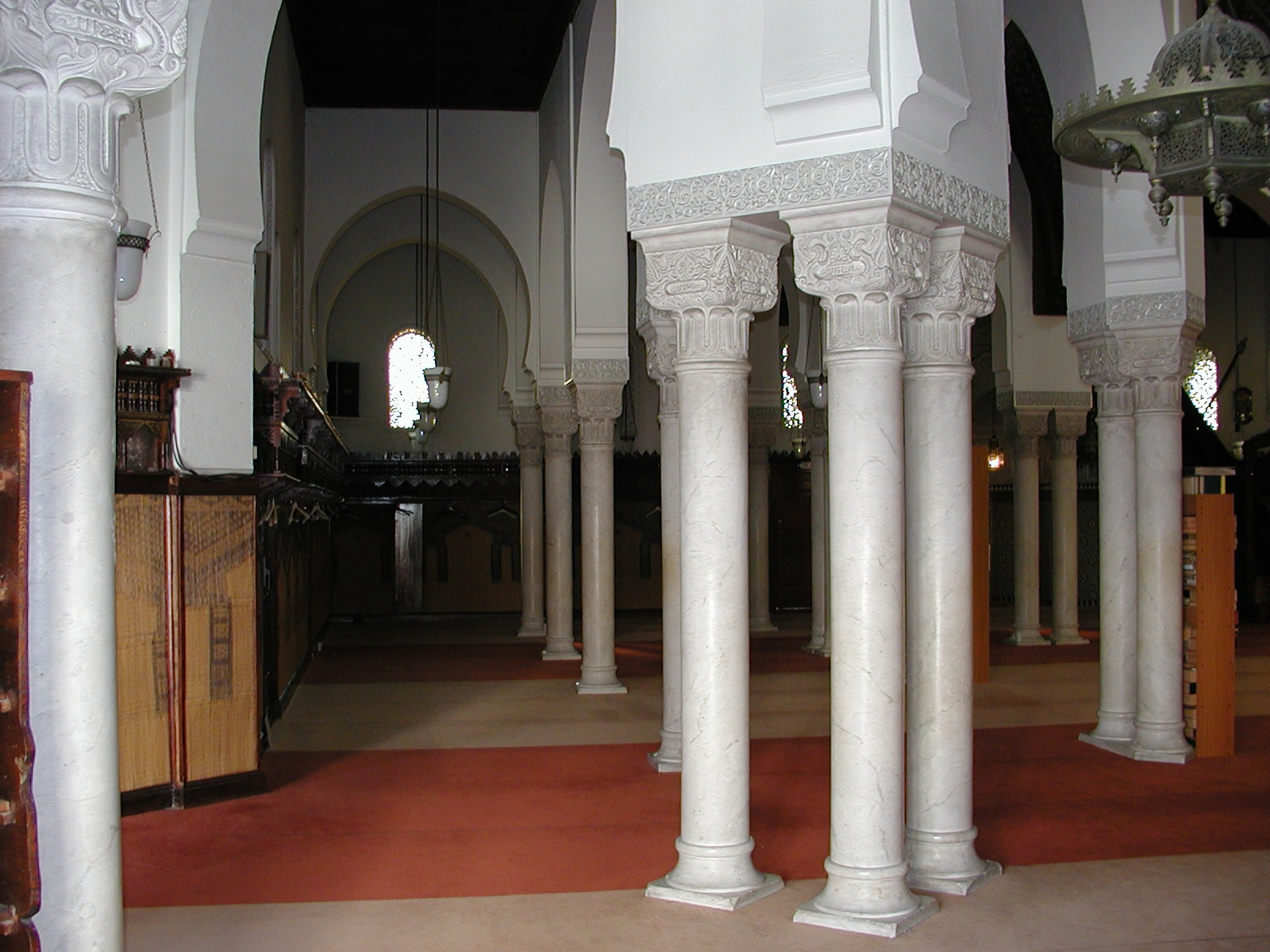
Salle de prière.
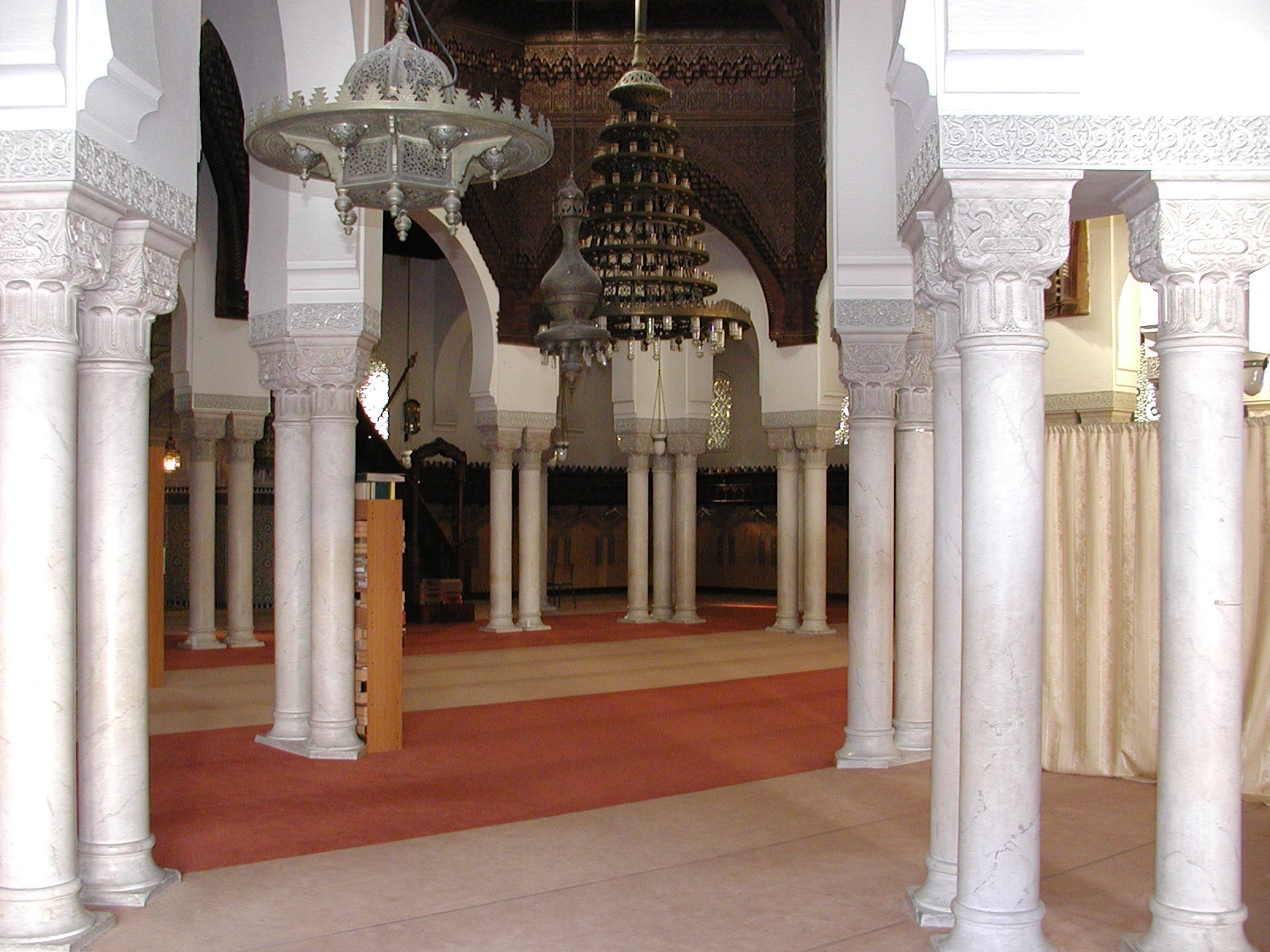
Salle de prière.
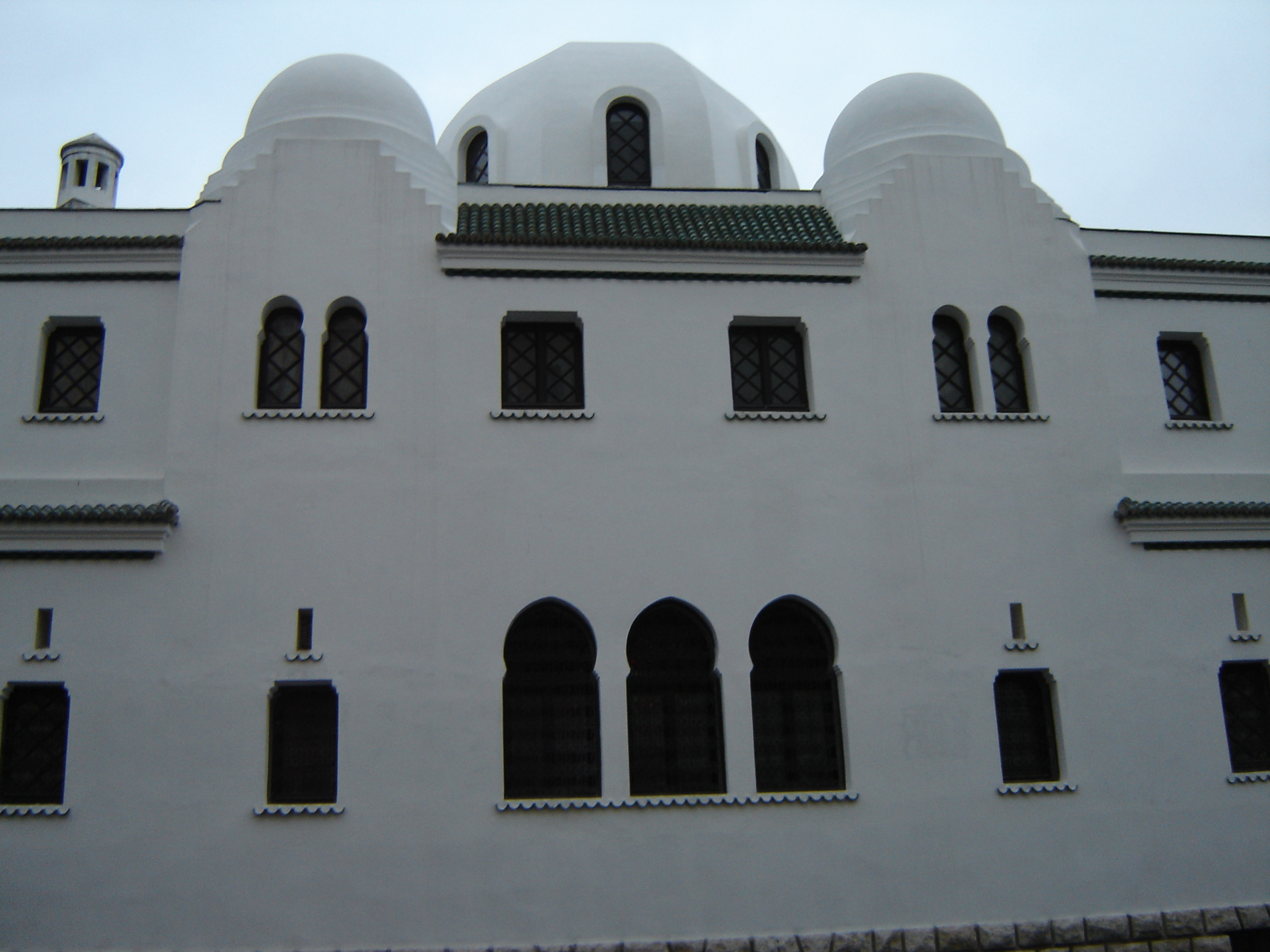
Rue Daubenton.
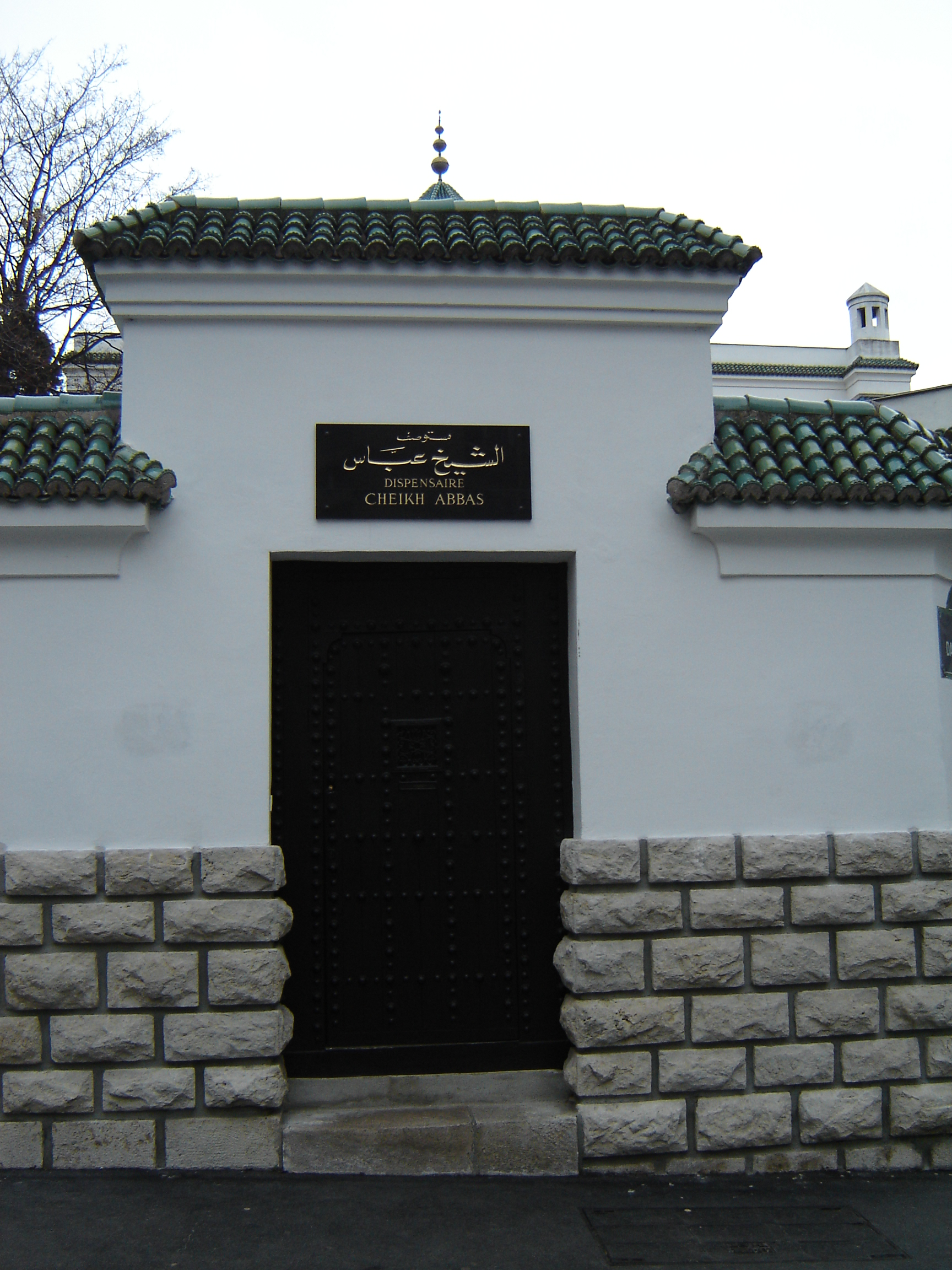
Rue Daubenton.
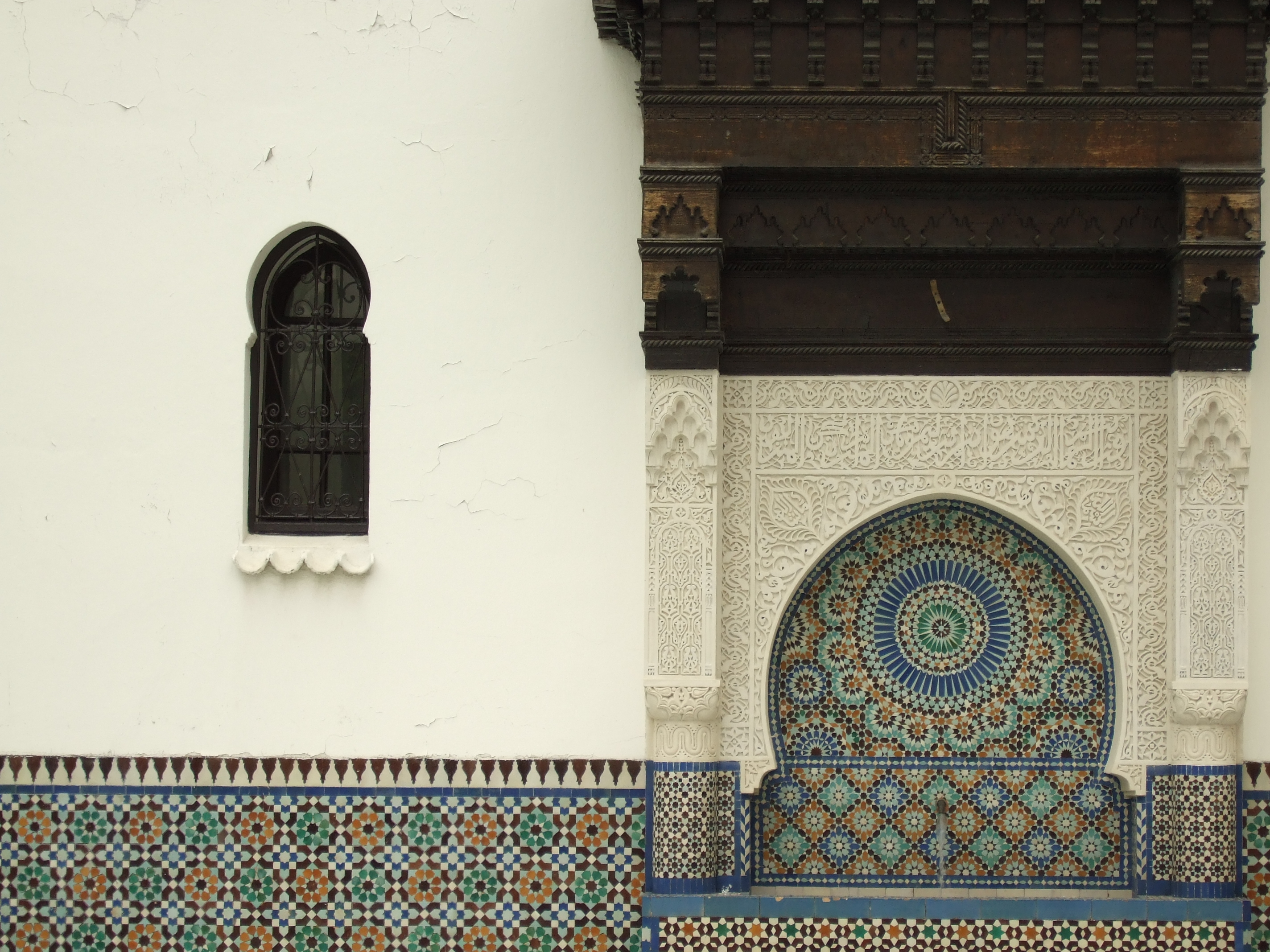
Fontaine.
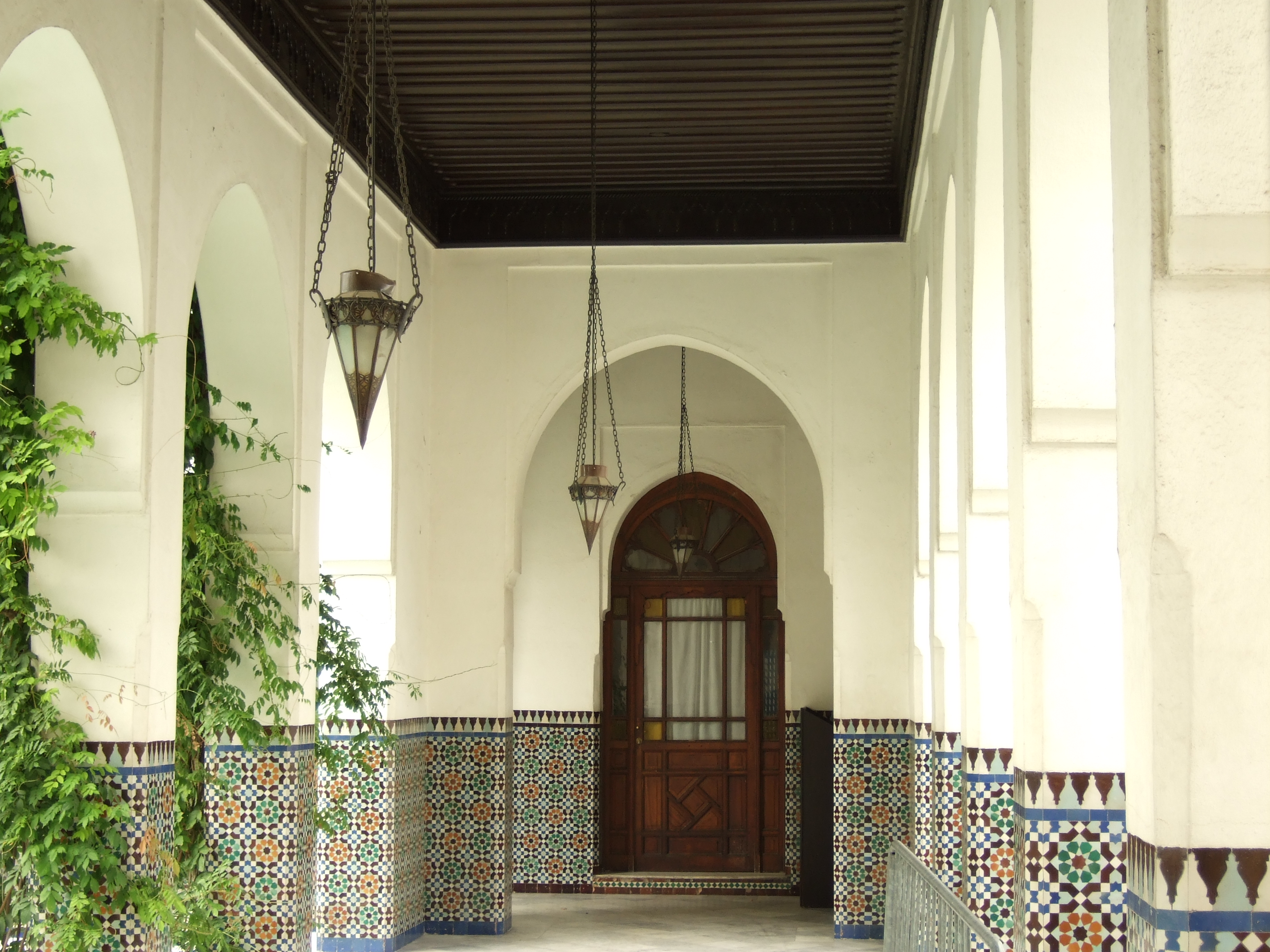
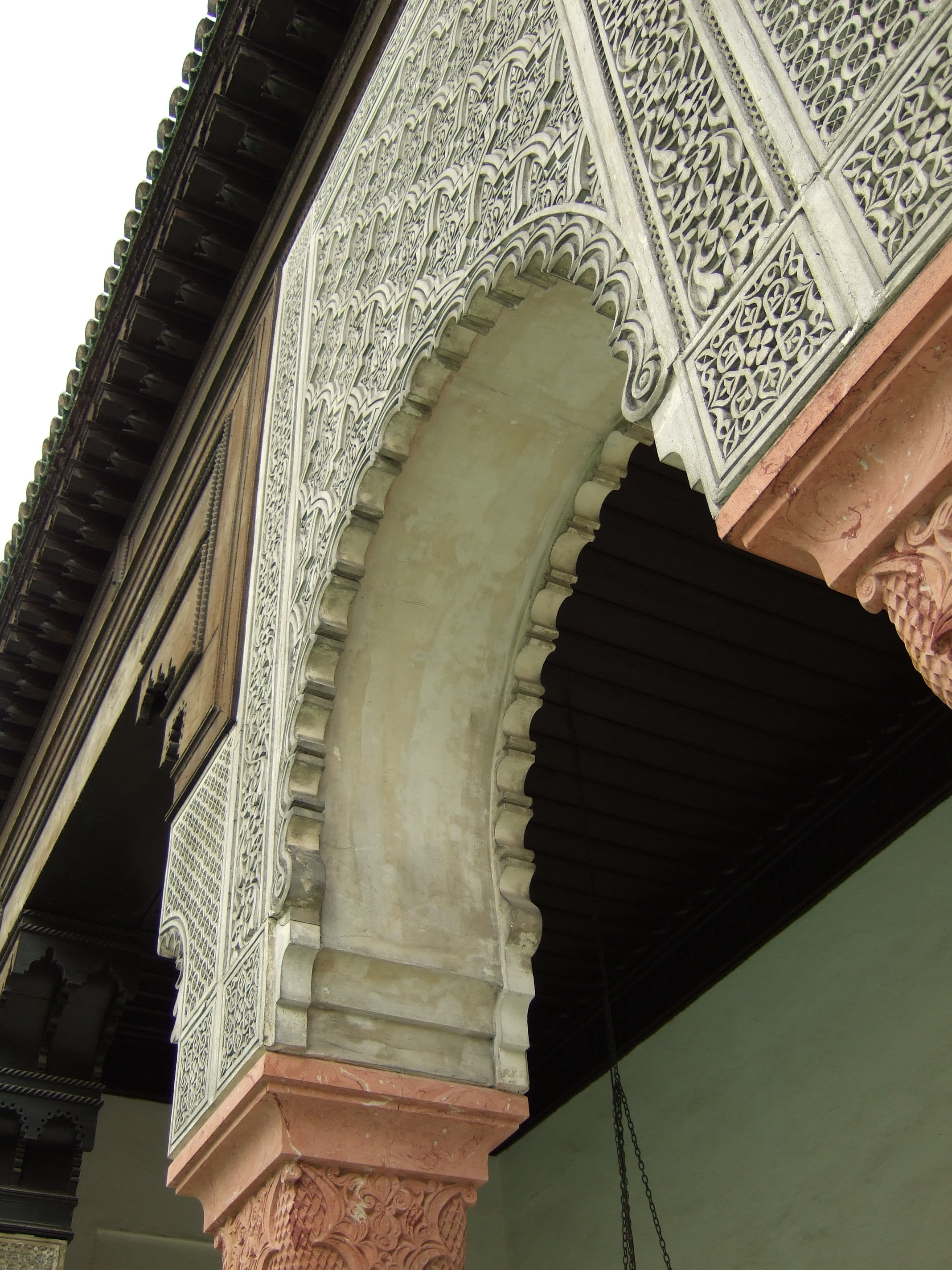
Détail d'une arche avec entrelacs et rinceaux.
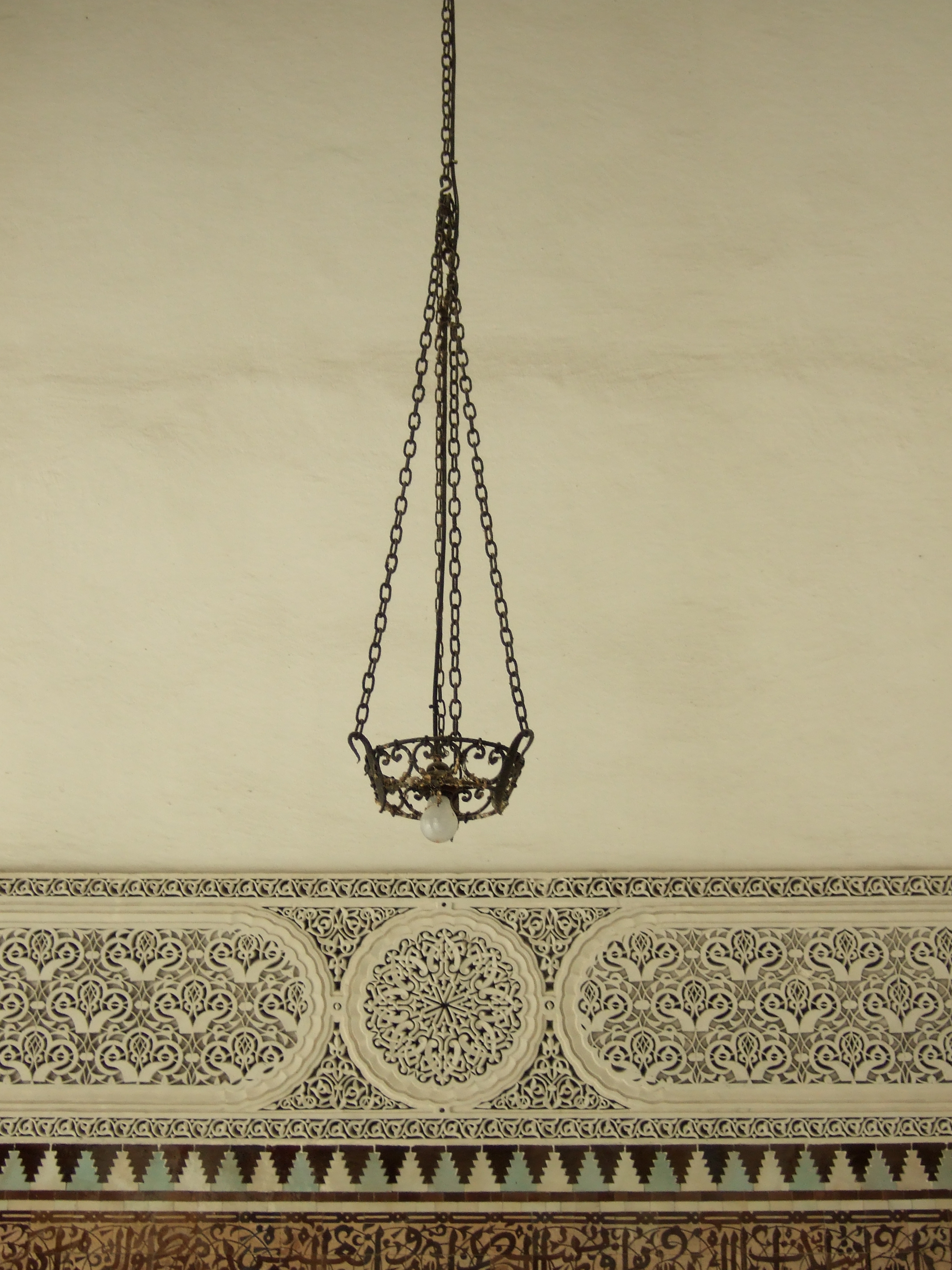
Lustre.
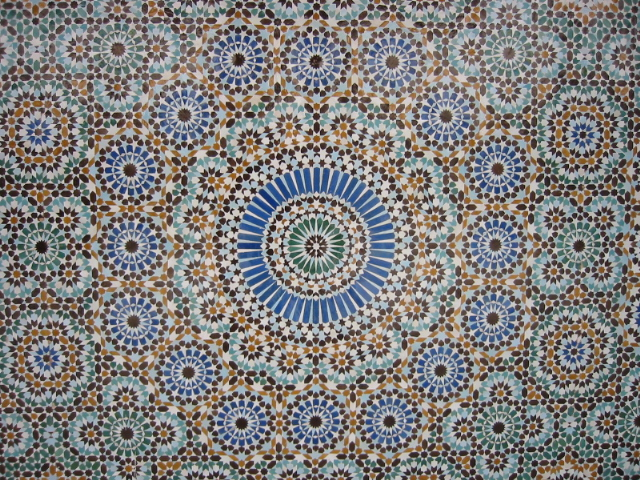
Zellige.
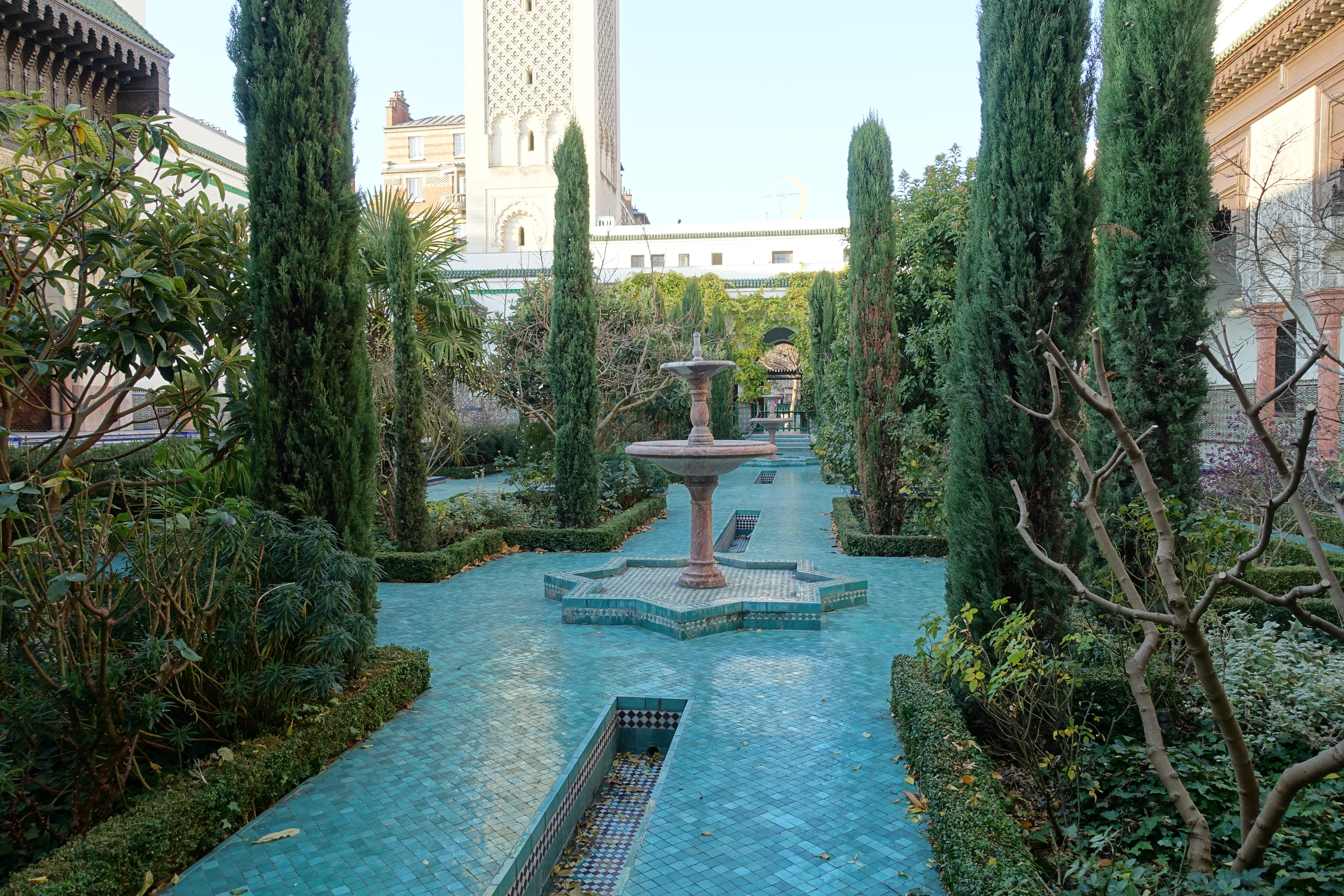
Jardin intérieur et fontaine.
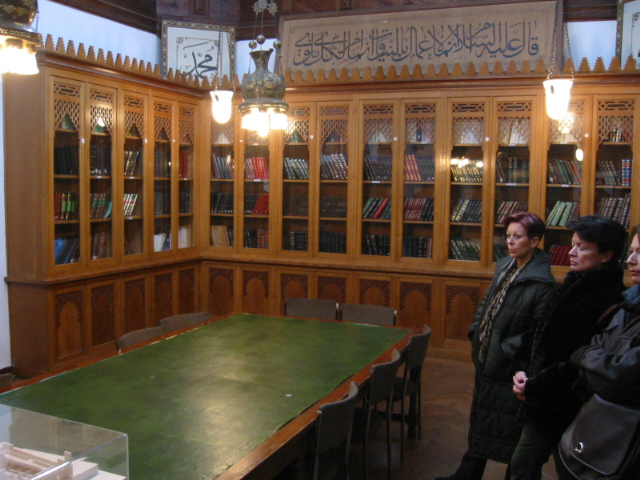
Bibliothèque.
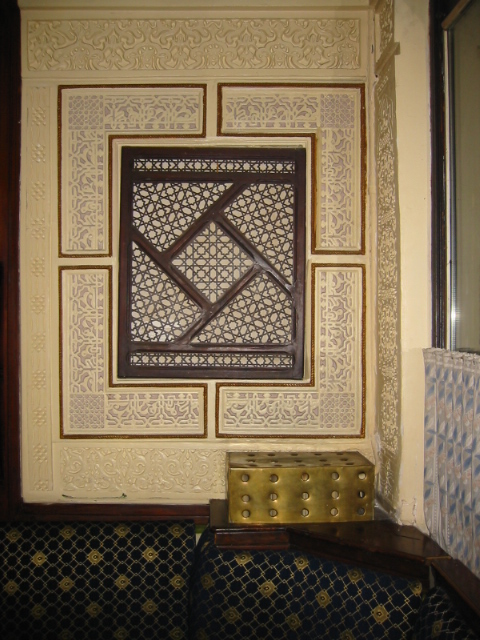
Décor mauresque.
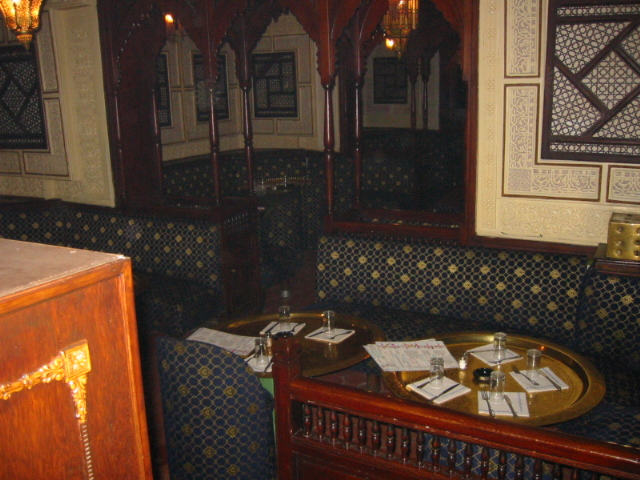
Restaurant.
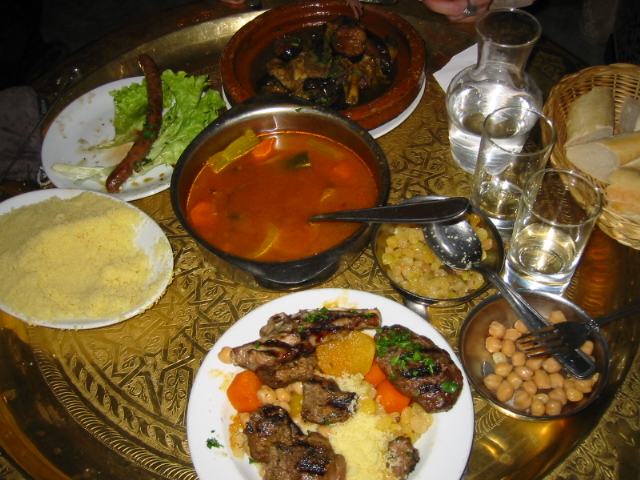
Restaurant.
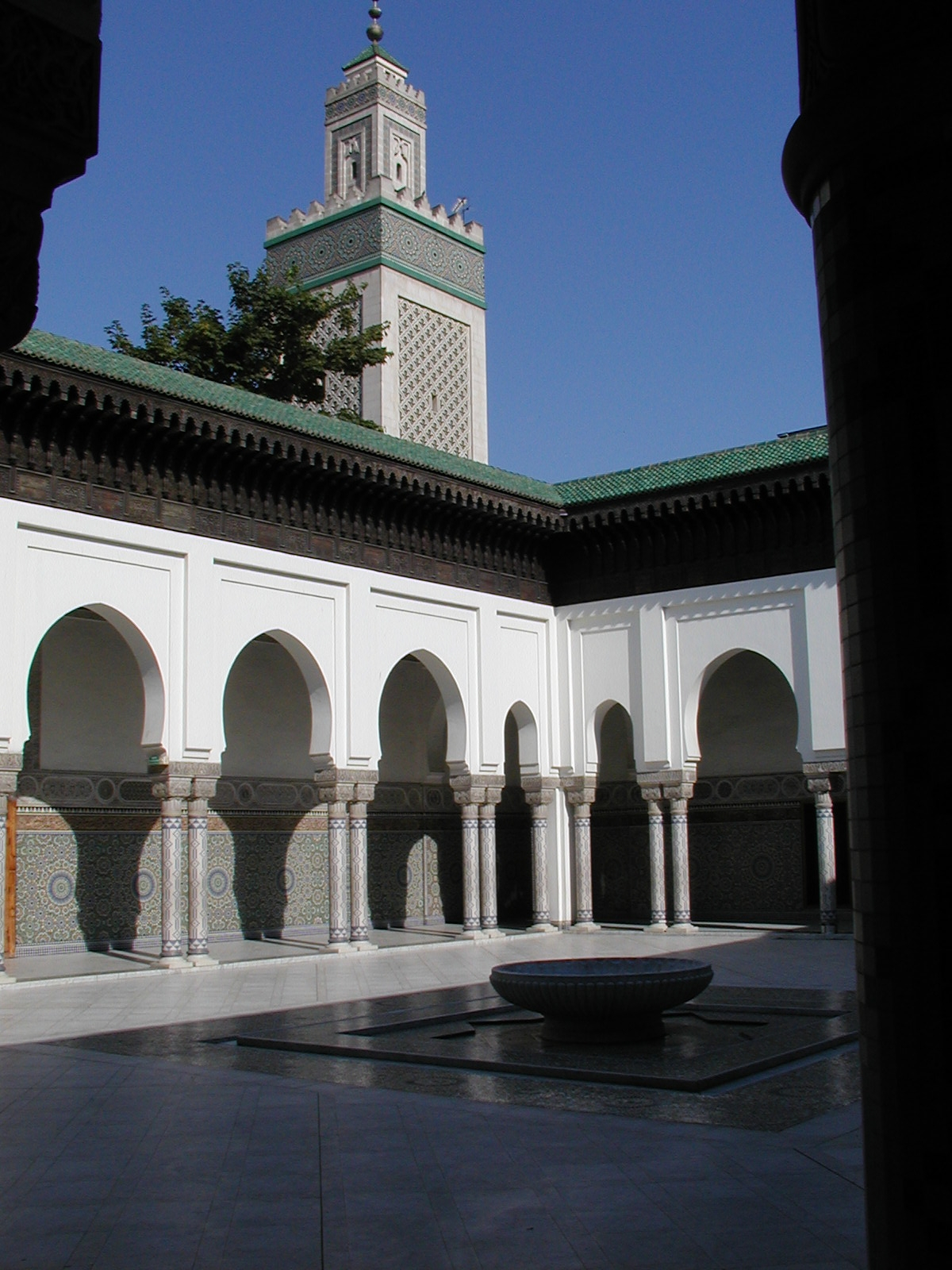
La cour intérieure.
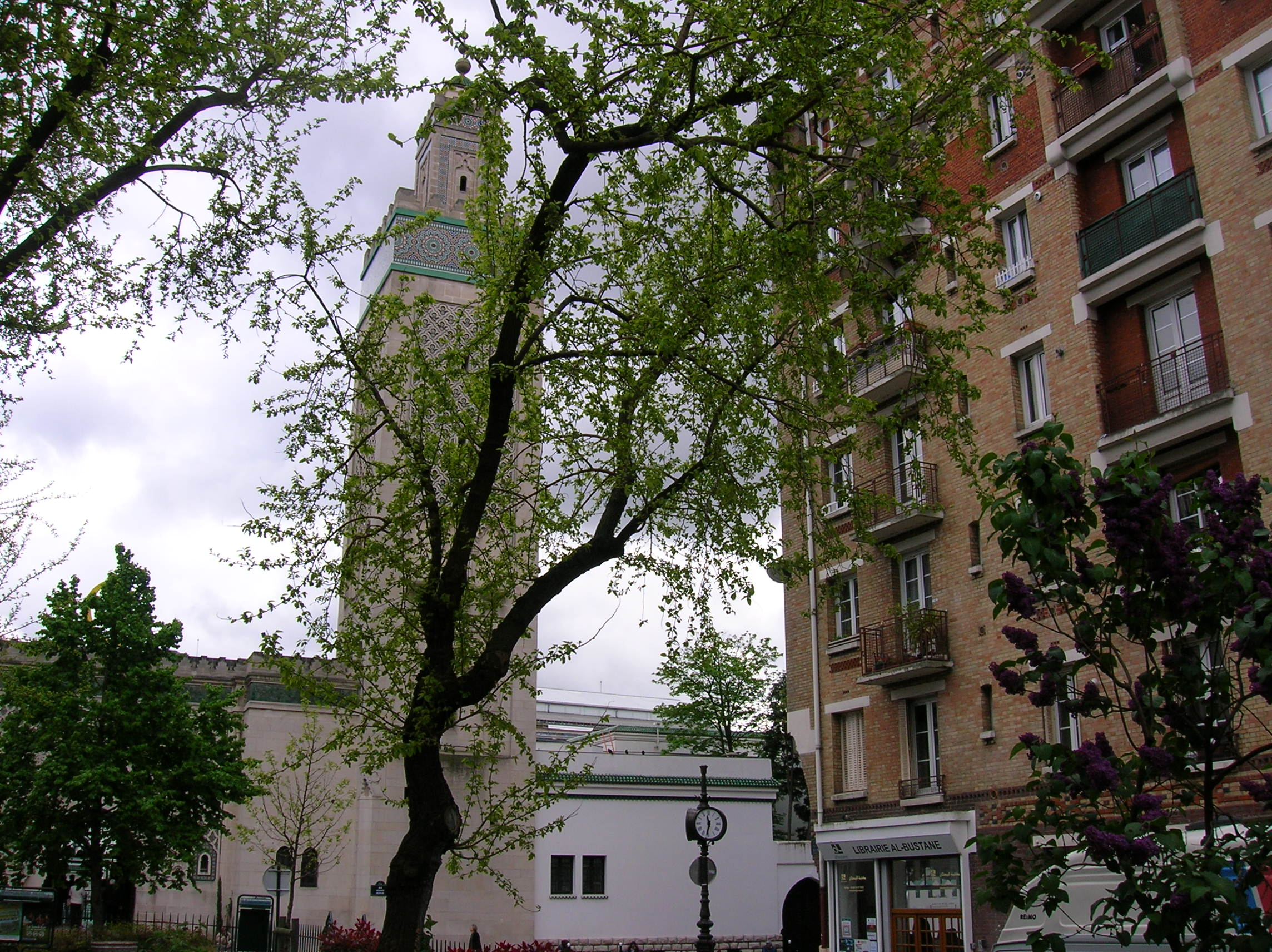
Le minaret depuis la place du Puits-de-l'Ermite.
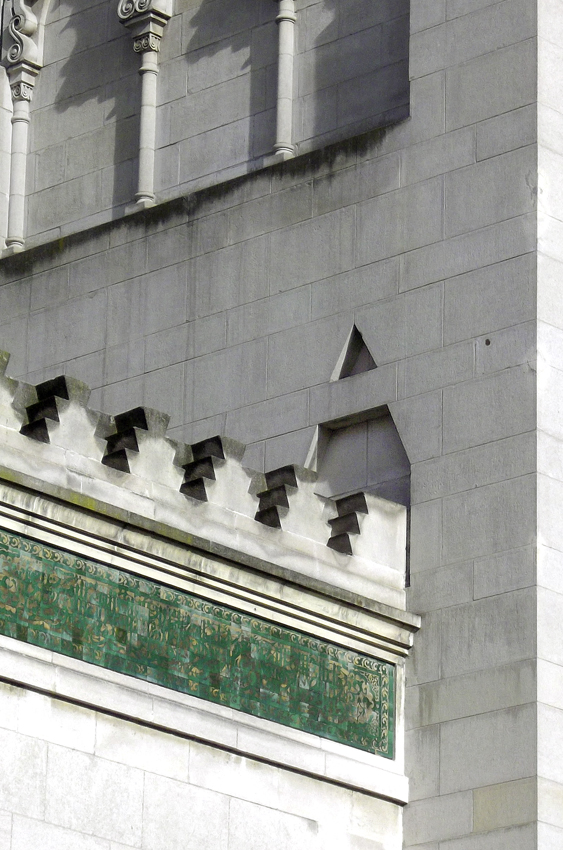
Détail — motif géométrique sur le côté nord du minaret au-dessus de l'entrée principale.